# Patrimoine de Lille

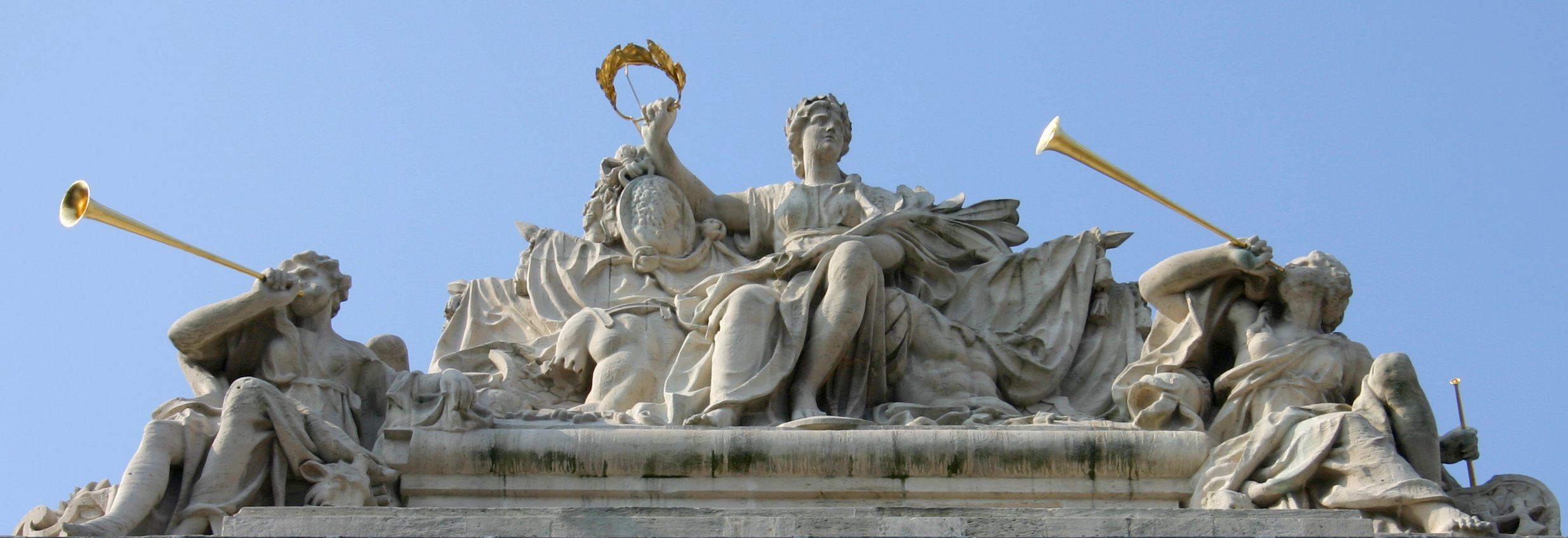
Le faîte de la porte de Paris.

Le patrimoine de Lille, très riche, comprend l'ensemble des sites architecturaux et environnementaux remarquables de l'agglomération lilloise. Le patrimoine lillois, au-delà des monuments classés, est une superposition de toutes les époques qui chacune, par des couches successives, ont laissé leur trace à travers la ville, constituant au gré des vicissitudes traversées par cette dernière, la mémoire et l'identité de Lille.
Les destructions des guerres, particulièrement celles des sièges de 1792 et de 1914 mais aussi la spéculation immobilière, la priorité donnée au développement urbain et industriel ont par le passé causé d'importants dégâts au patrimoine de Lille. Une certaine prise de conscience de la richesse de ce patrimoine à partir des années 1960-70, notamment celle suscitée par l'association Renaissance du Lille Ancien fondée en 1964 a abouti à la création en 1967 d'un secteur sauvegardé de 58 hectares comprenant une grande partie du Vieux-Lille étendu en 2016 à 170 hectares englobant l'ensemble du Vieux-Lille et du centre,,.
D’importantes opérations de rénovation ont été menées à partir des années 1970, particulièrement dans le quartier du Vieux-Lille dont une grande partie du bâti était en ruines, devenu une zone touristique depuis la fin du XXe siècle.

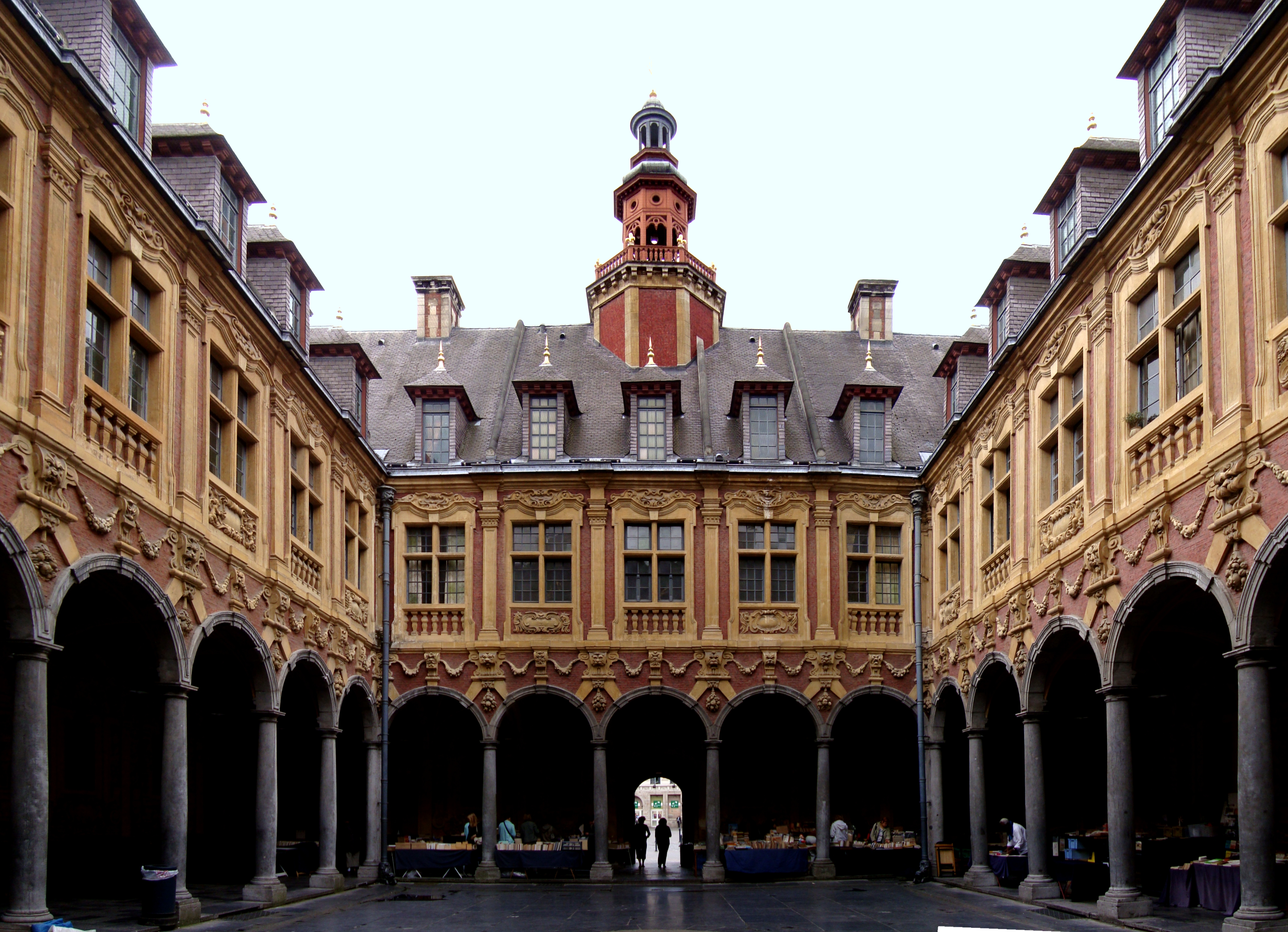
Intérieur de la vieille bourse.

Lille dispose pourtant d'un patrimoine très diversifié. Le patrimoine architectural s'étend ainsi du Moyen Âge roman (crypte de la collégiale Saint-Pierre, hospice Comtesse), aux styles gothique (églises Saint-Maurice et Sainte-Catherine), renaissance (immeuble du Beaurepaire, maisons rue Basse), maniériste flamand (Vieille Bourse, maison de Gilles de la Boë), classique (églises Saint-Étienne, Saint-André, citadelle), néogothique (immeubles de l'institut catholique, cathédrale Notre-Dame-de-la-Treille), art nouveau (maison Coilliot), haussmannien (rue Faidherbe, place de la République), néo lillois (nouvelle bourse), art déco régional (hôtel de ville) et enfin contemporain (tours modernes d'Euralille).

## Patrimoine civil

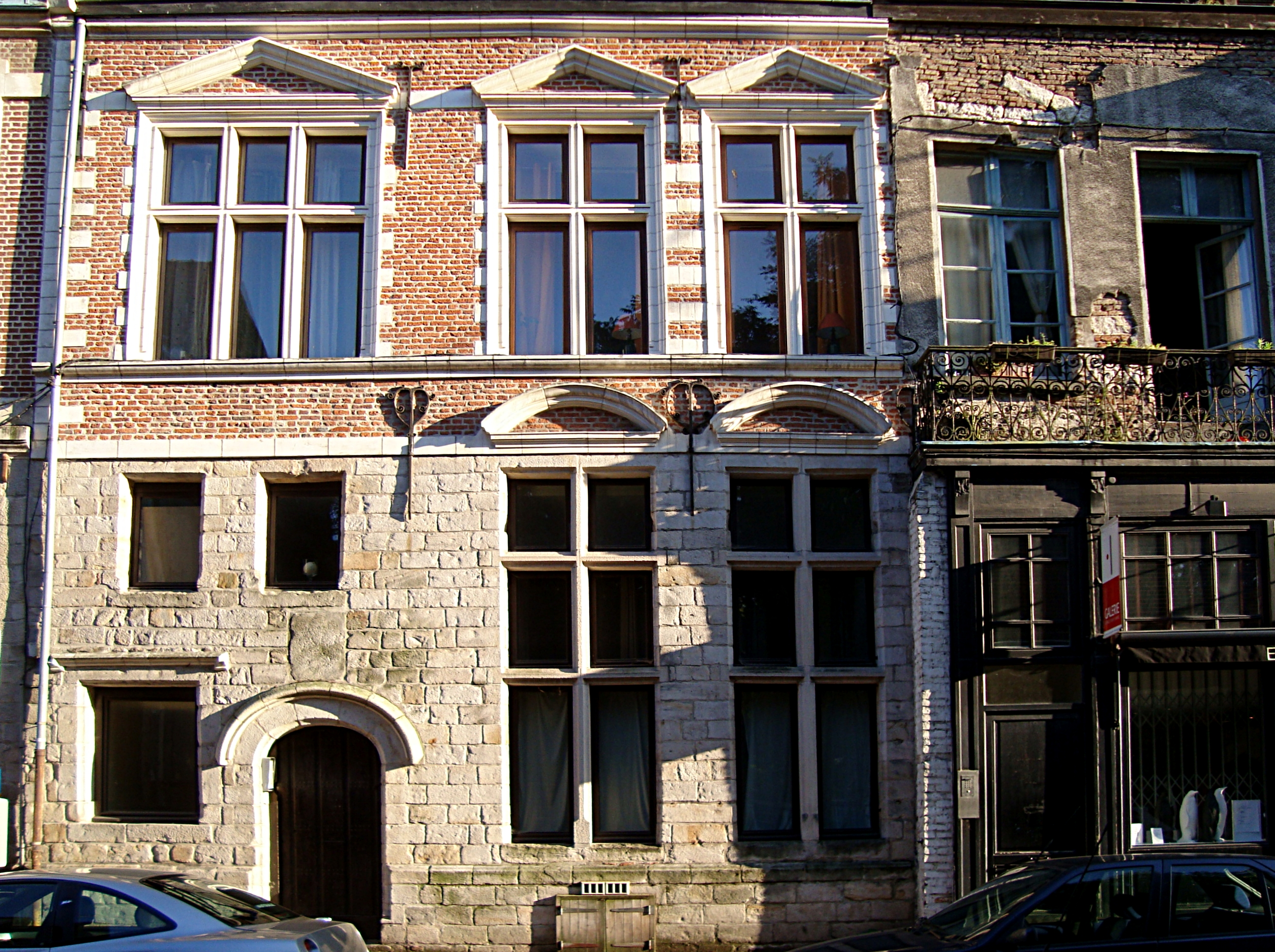
L'une des plus anciennes maisons de Lille 1595, rue de la Barre

### Moyen Âge et Renaissance
De l’habitat médiéval, il ne reste rien à la surface de la ville actuelle. Seules quelques caves voutées du XIIIe siècle dans le Vieux-Lille, ainsi que des ponts romans sous la chaussée, témoignent encore de cette architecture, notamment rue des Chats-Bossus, place du Lion-d’Or, rue de la Monnaie, rue des Arts ou rue Saint-Jacques. Car la ville médiévale est alors majoritairement constituée de maisons de bois et plus rarement de torchis (de nos jours, seules 2 maisons à pans de bois subsistent, une située au contour de la Treille datant du milieu du XVIe siècle et une autre découverte en cœur d'îlot place du Lion-d'Or). Les lois d'éradication de ces construction édictées en 1566 par le Magistrat (qui imposent alors de construire en maçonnerie) auront progressivement raison de ces maisons à pans de bois dont les deux heureusement conservées ne seront sauvegardées uniquement grâce à l'usage d'un camouflage de brique en façade. Toutefois, il apparait qu'en 1699, un quart des maisons lilloises sont encore faites de bois, trente ans plus tard le nombre de ces maisons a été divisé par deux. De l'époque bourguignonne, il ne reste pratiquement rien non plus, si ce n'est les vestiges du palais Rihour, édifié au cours de la seconde moitié du XVe siècle. Les bâtiments antérieurs au  XVIIe siècle, sont exceptionnels : Hôtel de Beaurepaire, 4 rue Saint-Étienne, vestige unique de la Renaissance dont la façade protégée par un écran de verre est datée de 1572  et maison du 63-65 rue de la Barre qui appartenait à Jean du Bosquiel, seigneur des Planques, échevin puis rewart de Lille, datée de 1595 par l'inscription sur l’une des poutres.

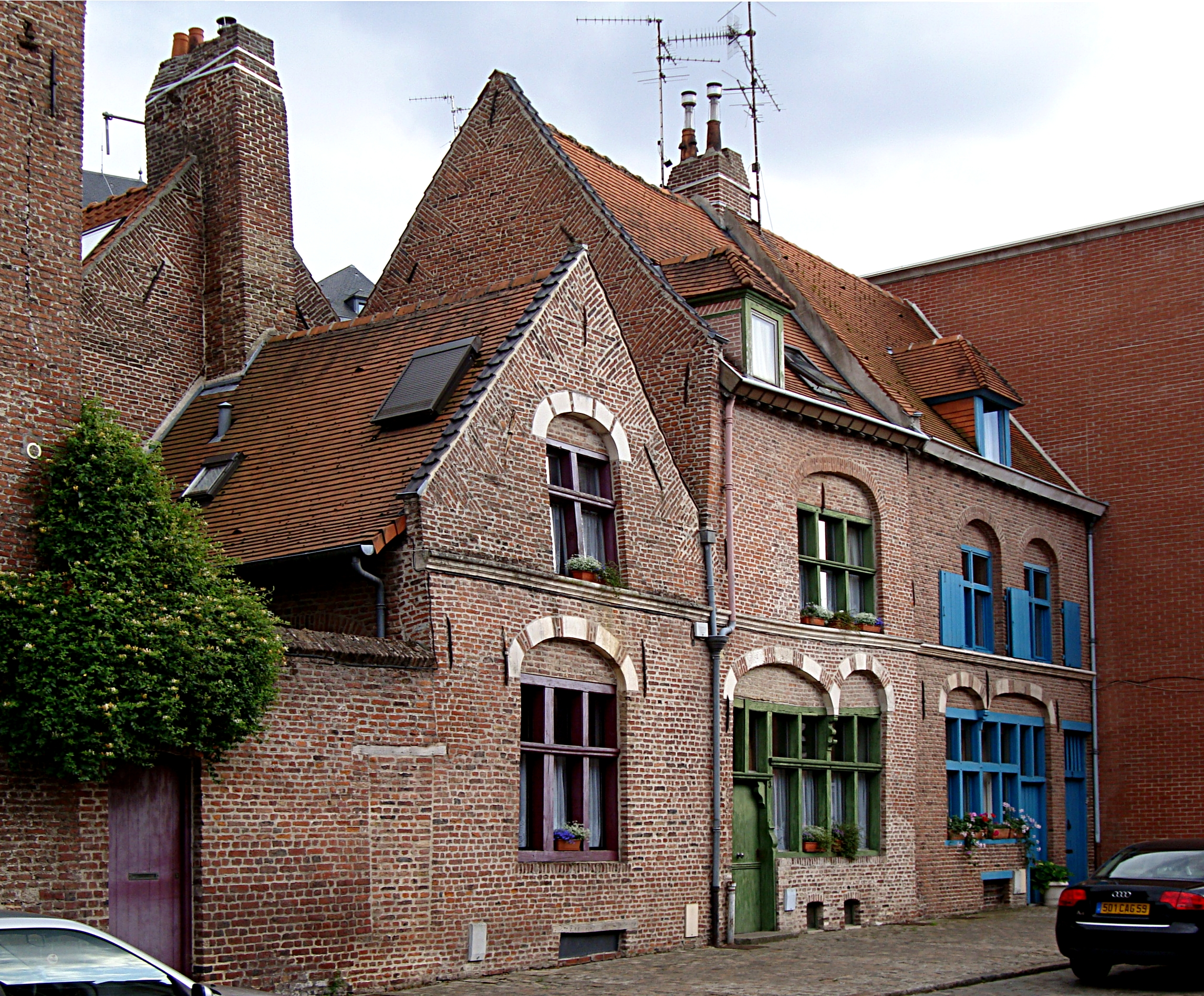
Maisons à arcures du XVIIe siècle, rue Benvignat.

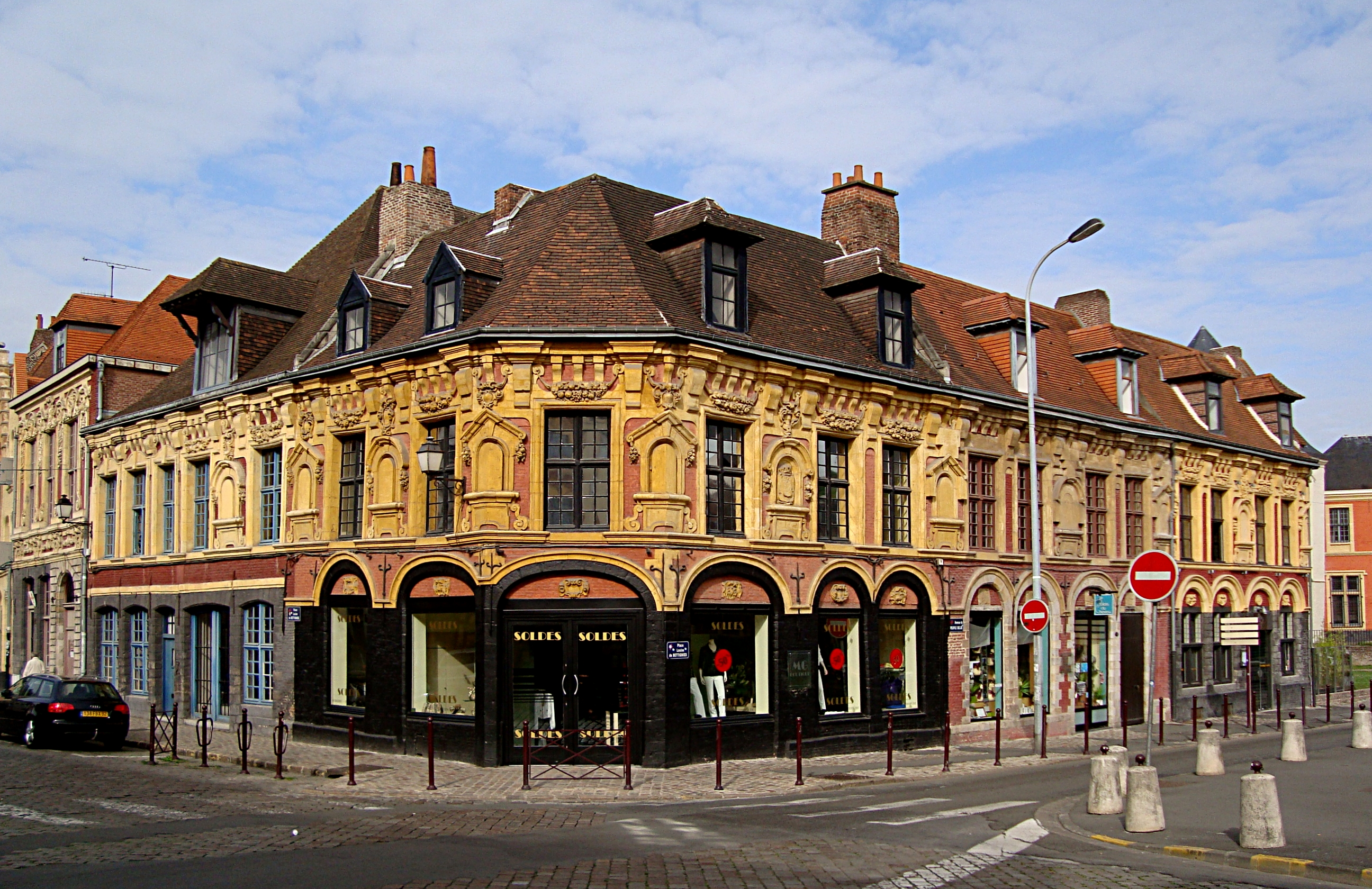
La maison de Gilles de la Boë 1636, angle place Louise de Bettignies.

Les témoignages de l’architecture Renaissance tardive et baroque de la première moitié du XVIIe siècle sont en revanche beaucoup plus nombreux, car c'est à cette époque que les maisons en pans de bois sont progressivement remplacées par des maisons en briques et pierres pour lutter contre les incendies (les villes deviennent plus vulnérables lors des sièges du fait des nouvelles techniques de guerre). Le type courant de la maison lilloise au début de ce siècle est la maison dite à arcures, en raison de ses arcs de décharge en forme d’anse de panier. Ces maisons sont construites sur un châssis de bois revêtu de briques, les arcures incluant souvent des claveaux de pierre blanche taillés à pointe-de-diamant. Elles sont parfois surmontées de pignons à gradins typiquement flamands. Une deuxième série de bâtiments de la même époque subit l’influence du style maniériste anversois d’inspiration italienne de l’architecte flamand Wenceslas Cobergher. Sa principale réalisation est l’ancien mont-de-piété, l’hôtel du Lombard, construit rue du Lombard en 1626, mais on trouve trace de son influence dans d’autres bâtiments comme le rang des arbalétriers érigé dans les années 1630, place aux Bleuets, ou la maison des Vieux Hommes construite en 1624, rue de Roubaix, dont la composition archétypale de la façade alternant la pierre de Lezennes (qui est une craie blanche) et la brique sur soubassement de grès est employée jusqu'au XVIIIe siècle. Une troisième série de bâtiments est marquée par l’abondance de l’ornementation baroque. La manifestation la plus célèbre de cette tendance d’inspiration flamande est la Vieille Bourse conçue par l’architecte Julien Destrée en 1652. On en trouve toutefois des exemples plus anciens, comme la maison de Gilles de la Boë de 1636, place Louise de Bettignies.

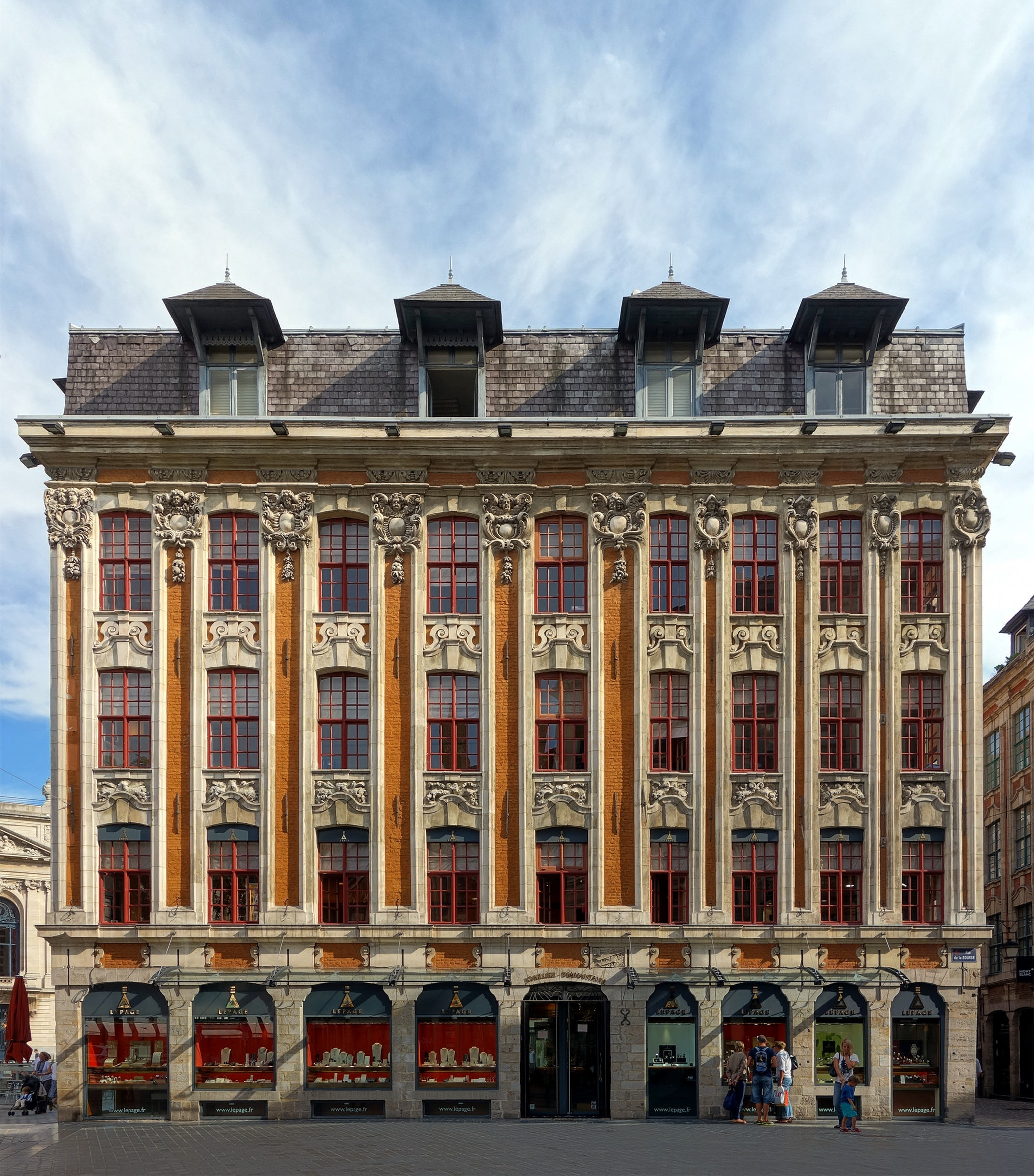
Petit côté nord-ouest du rang de Beauregard.

### LeXVIIesièclefrançais
Après la prise de la ville par Louis XIV en 1667, Lille devient française. Le roi charge alors les architectes, aussi bien des locaux que des envoyés, de fortifier, d'agrandir et d'embellir les villes conquises des Flandres, et notamment Lille qui devient la capitale de la province de Flandre française. Vauban est chargé de fortifier la ville, il va construire la « reine des citadelles ». Un quartier neuf voit alors le jour au nord de la ville, correspondant au quartier "Vieux Lille". Il s'agit en fait d'un secteur anciennement habité située dans l'enceinte nouvellement construite, réaménagé et agrandi sur ordre du Roi, qui souhaitait que le quartier se repeuple rapidement. Ainsi, de nouvelles rues furent percées formant un quadrillage fidèle au plan hippodaméen (caractérisant les villes bâties au sein des colonies grecques), certaines maisons anciennes qui n'étaient pas situées sur le tracé des nouvelles voies ont été conservées et sont toujours visibles de nos jours. Afin de récupérer une plus-value sur ces terrains à bâtir, les propriétaires furent expropriés et les terrains revendus pour financer la construction des fortifications. Cette opération fut un succès total, étant donné que les sommes perçues par le Roi furent supérieures à ce qui avait été dépensé pour l'édification des fortifications.
Simon Vollant, qui seconda Vauban dans la construction de la citadelle, dressa le plan du nouveau quartier, et en composa le parcellaire. Le règlement d'urbanisme relatif à la construction des maisons situées sur ces terrains nouvellement lotis était très strict. Ce règlement comptait sept articles, dont les six premiers déterminent les niveaux de rez-de-chaussée, la pente et l'écoulement des eaux, les alignements, l'épaisseur de mur mitoyen, et l'obligation d'élever des pignons plus haut que la toiture, afin d'empêcher la progression d'un éventuel incendie. Le septième article est plus contraignant, puisque les propriétaires se voient obligés de construire leur maison en maçonnerie. Le modèle retenu pour l'esthétique de ces nouvelles maisons est celui des casernes militaires telles qu'il en existe désormais dans la citadelle récemment construite. Ainsi, "le type des architectes royaux donna naissance à de nombreuses variations, qui se caractérisent toutes par un quadrillage de bandes de pierre verticales et horizontales, correspondant aux linteaux, appuis et sous corniche des panneaux de briques". Contrairement aux maisons construites à la même époque dans la vieille ville, les demeures du quartier neuf ne comptent en façade non pas trois niveaux mais seulement deux.
Dans la ville elle-même, une nouvelle série de bâtiments, prolifique, est caractérisée par l’influence du style français mêlé avec les traditions locales. C'est la naissance d'un style de synthèse particulièrement riche et original, parfois appelé « style franco-lillois », caractérisé par des lignes et une ordonnance classiques, une élégance à la française, mais usant de toute la richesse décorative et la polychromie naturelle des matériaux combinés (grès gris, craie blanche et brique rouge) qui caractérisaient l'architecture flamande locale de la période précédente, qui sert de source d'inspiration. Le style « franco-lillois » est marqué par la répétition de la « travée lilloise », le plus souvent sur deux étages. Le rez-de-chaussée, de hauteur très variable, est constitué d'arcades en grès dur gris sans sculpture ni moulure, tandis que les étages au-dessus sont en pierre de Lezennes, qui est une craie très tendre, richement travaillée, avec entre chaque travée d'étroits panneaux de briques rouges qui montent d'un seul trait sur tous les étages, souvent couronnés au sommet par un cartouche en haut-relief. Les allèges sous les fenêtres peuvent également contenir de la brique faisant ressortir des ornements de craie comme des volutes. Lorsque les façades ont noirci à cause des fumées urbaines, elles ont souvent été peintes à défaut de pouvoir être nettoyées. Ce style va dominer pendant plus d'un siècle et sera ensuite largement repris et réinterprété durant les siècles suivants, constituant ainsi la véritable identité architecturale lilloise. Il se manifeste directement dans les maisons de la rue Royale, construites dans le nouveau quartier faisant face à la citadelle, mais aussi et surtout dans la vielle ville rénovée, comme la Grande Place et les rues adjacentes qui sont presque entièrement reconstruites sous Louis XIV. Les rangs construits en 1687 par Anselme Carpentier dans la rue du Palais Rihour et au sud de la Grand-Place sont exemplaires de ce style, on peut y voir la répétition de la « travée lilloise ». Un des plus beaux exemples est le rang de Beauregard, érigé la même année, place du Théâtre, par Simon Vollant et Julien Destrée, architectes lillois. Le premier étant également l'architecte et maître d’œuvre des bâtiments de la citadelle et du nouveau quartier Saint-André, en collaboration avec Vauban, tandis que le second avait déjà dessiné la Vieille Bourse juste à côté avant la conquête française,.

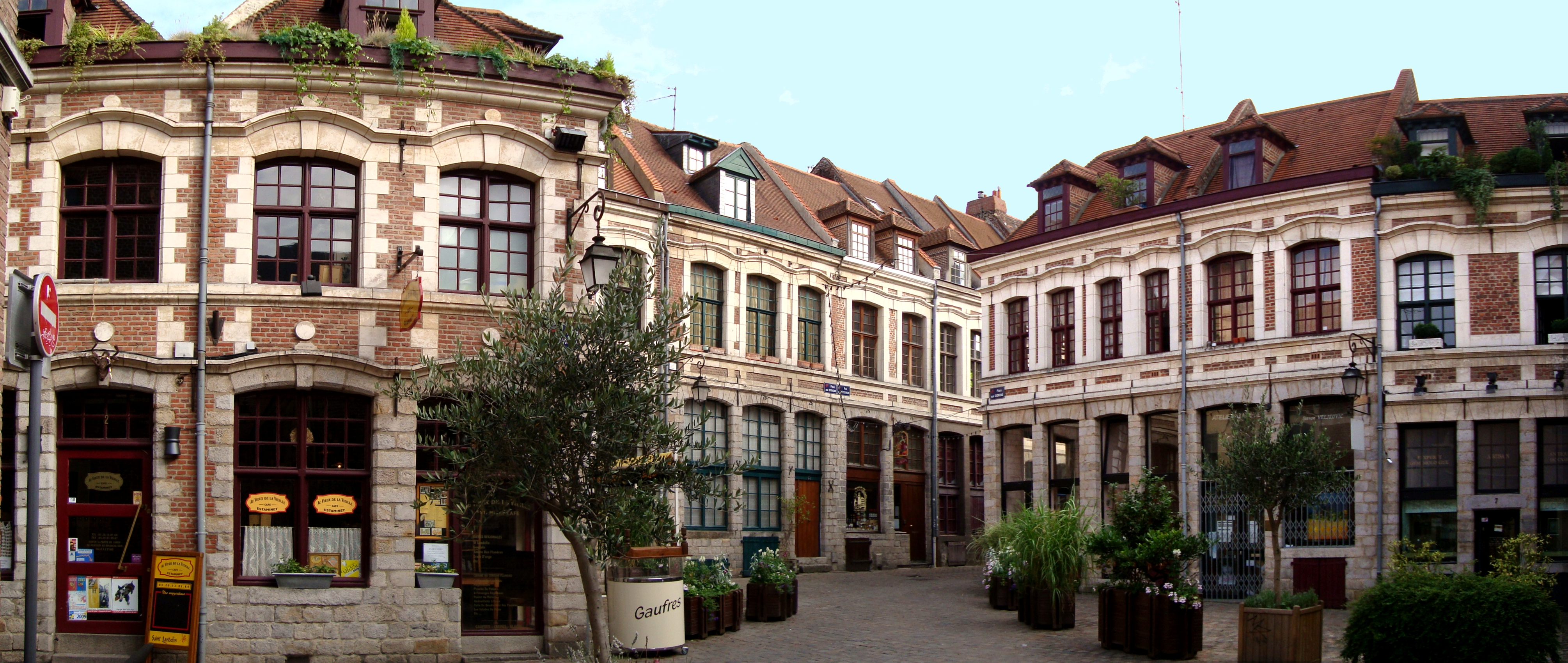
La place aux Oignons.

### XVIIIesiècle
Lille est encore pris d’une fièvre de construction et se rénove profondément tout au long du XVIIIe siècle. Cependant le style évolue fortement à cette époque. Le classicisme français devient plus dominant et la riche décoration baroque s'efface peu à peu au profit d'une élégante sobriété associée à une légèreté plus marquée des structures, mais un style typiquement lillois demeure. Parmi les constructions de cette époque, assez diverses, il nous reste des rangs de maisons, parfois presque complets, comme à la place aux Oignons, rue du Pont-Neuf, rue de la Clef. L'ilot entre la rue Lepelletier et la rue de la Grande-Chaussée est aujourd'hui très incomplet et détérioré, mais il fut autrefois l'un des plus beaux, alignant de hautes maisons à grandes baies avec de délicats balcons en fer forgé à dorures au premier étage, dont il reste encore quelques-uns rue de la Grande Chaussée. Les rangs de maisons homogènes de ce style ont été importants à Lille, on peut ainsi encore en voir de beaux vestiges dans d'autres rues de la ville. De cette période date aussi de nombreux hôtels particuliers où s’exprime une nouvelle génération de jeunes architectes tels que Michel-Joseph Lequeux. C’est lui qui dessinera notamment les plans de plusieurs hôtels particuliers de style néoclassique, comme l’hôtel d'Avelin érigé en 1777, rue Saint-Jacques, et l’hôtel Petipas de Walle construit en 1779, rue de l'Hôpital-Militaire.

### XIXesiècle

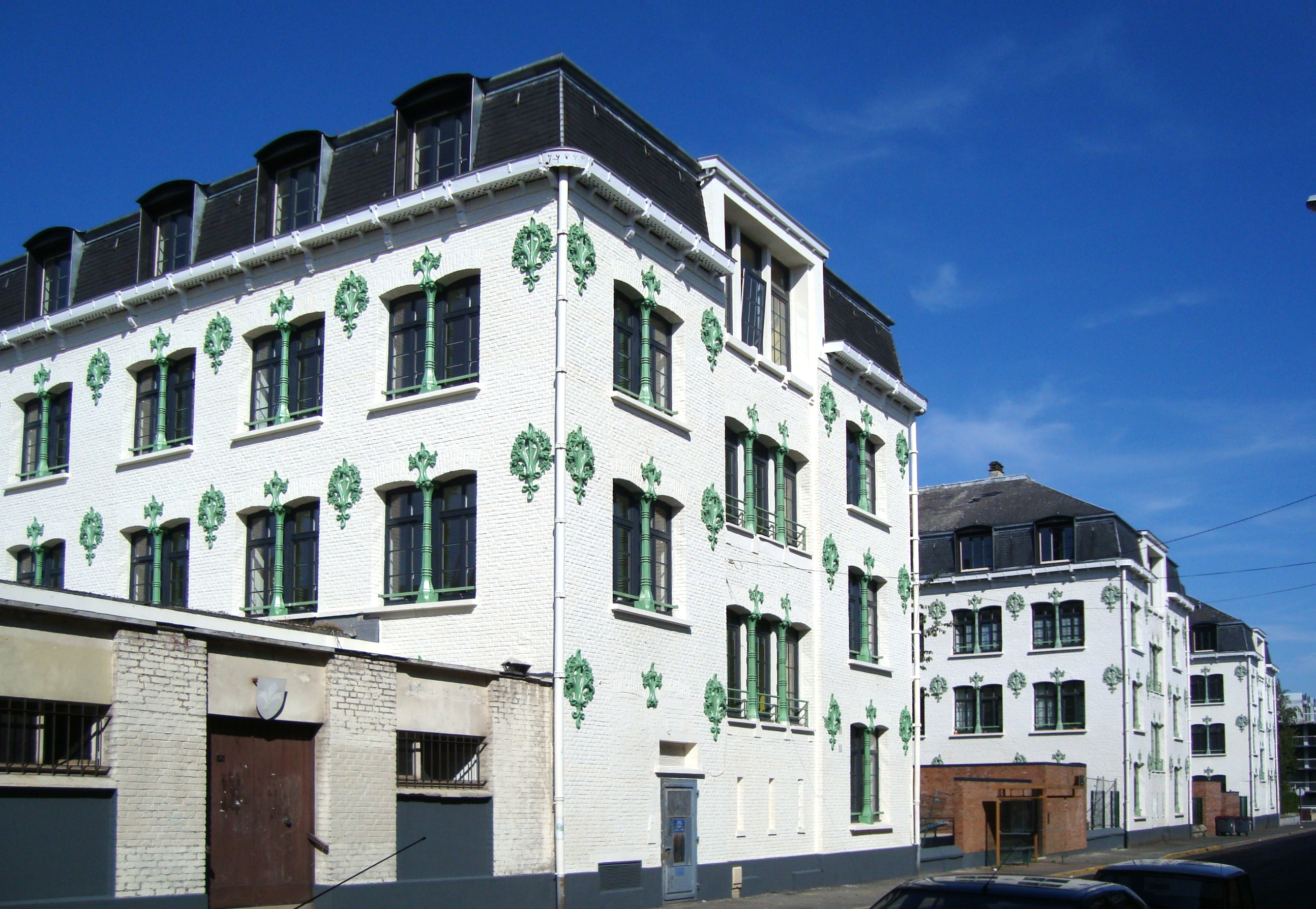
La cité philanthropique.

La seconde moitié du XIXe siècle, avec l’industrialisation et l’extension de la ville, ouvre une nouvelle époque de construction largement inspirée du modèle parisien. Le percement de grands boulevards s’accompagne de la construction d’immeubles imposants plus ou moins ostentatoires, de styles néo-Renaissance/néoclassique caractéristique du Second Empire et de la Belle époque, comme la préfecture à partir de 1865, l'Institut industriel du Nord à partir de 1873, le Palais des Beaux-Arts à partir de 1885, le Théâtre Sébastopol en 1903 et le nouvel Opéra à partir de 1907, mais aussi néogothique, comme les facultés catholiques à partir de 1879, ou composite, sorte de mélange de références antiques, pour l’université publique et le nouveau quartier latin à partir de 1890. L’influence haussmannienne est également sensible, comme dans les immeubles de la nouvelle rue Faidherbe, percée en 1870, ou de la place Simon Vollant, autour de la porte de Paris, ou encore place de la République et boulevard de la Liberté. Dans cet océan d’architecture bourgeoise, la maison Coilliot, bel exemple d’Art nouveau construit par Hector Guimard en 1898, apporte une touche de modernisme dont on trouve également des marques dans certaines maisons d’habitation, notamment rue de Châteaudun, rue Gounod, rue Saint-Étienne ou rue du Vert-Bois avec la maison de l’architecte Horace Pouillet.

### XXesiècle

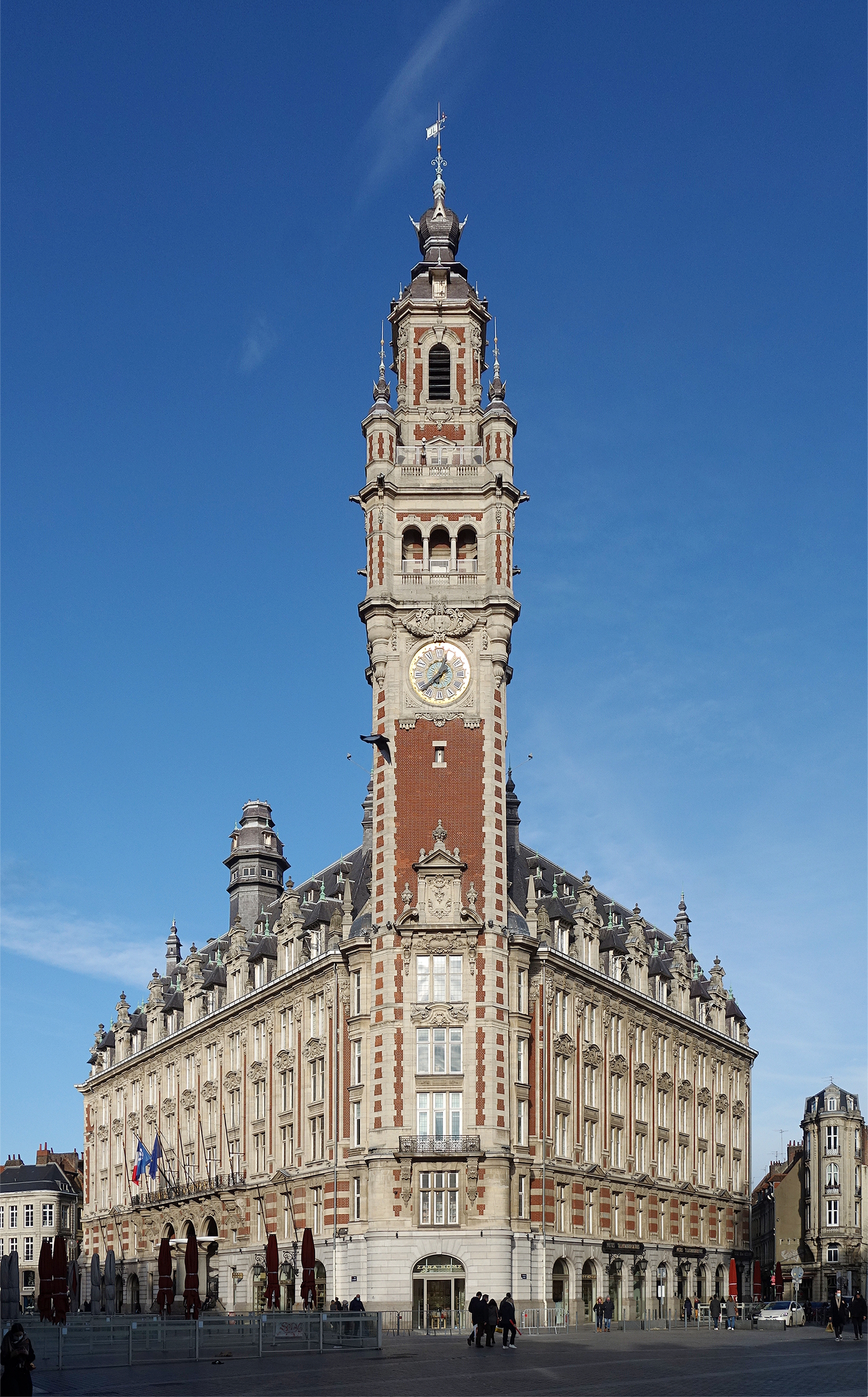
La chambre de commerce et d'industrie construite de 1910 à 1921 par Louis Marie Cordonnier dans le style néo-lillois.

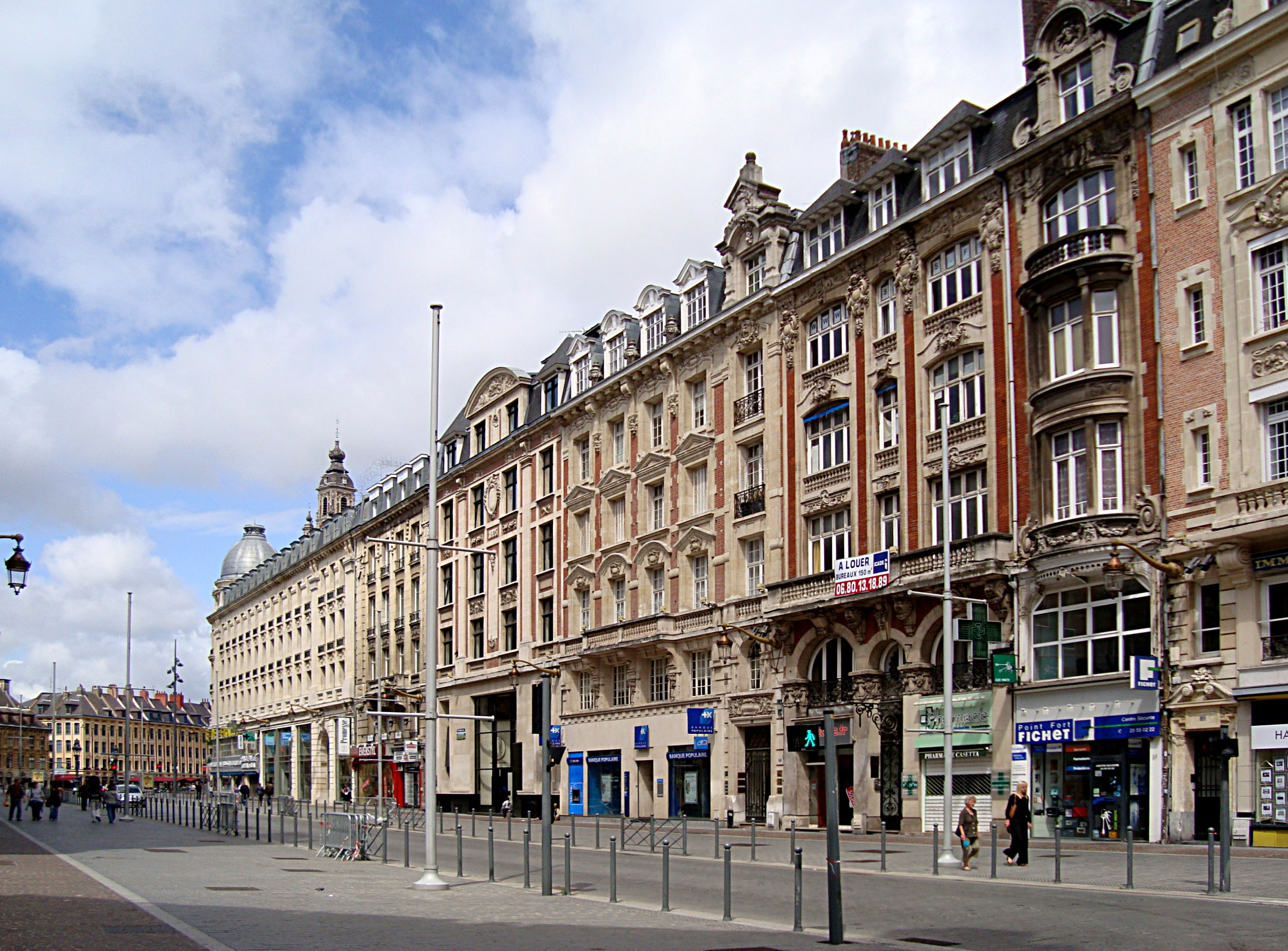
Immeubles néo-lillois de la rue Faidherbe.

#### Belle époque
Au début du XXe siècle s’épanouit notamment le « style néo-lillois », qui fait une nouvelle synthèse entre les caractéristiques du style flamand du XVe siècle, du XVIe siècle et surtout franco-lillois du XVIIe siècle (travée lilloise en brique et pierre) avec les formes architecturales d’importation parisienne contemporaines. L'architecte Louis Marie Cordonnier, qui avait déjà contribué à l'architecture néo-flamande à la fin du XIXe siècle dans la région, sera le chef de file de ce style qui marque fortement la ville et plus largement l’agglomération. Le plus bel exemple est la chambre de commerce inaugurée en 1921, face au rang de Beauregard dont elle reprend les travées. Cependant, Cordonnier dut sensiblement augmenter les dimensions de ces travées ainsi qu'ajouter un entresol afin d'adapter la façade au programme de la Bourse comprenant un grand hall ainsi que de vastes salles de réunion. Le beffroi complétant l'ensemble est une référence évidente à ceux érigés pour les hôtels de ville de toute la région, symbolisant l'acquisition des libertés communales, mais sa disposition à l'angle de l'édifice fait songer aux tourelles bourgeoises érigées sur de nombreux immeubles de rapport d'angle construits à la Belle époque,. Le théâtre Sébastopol, construit quelques années auparavant en 1903, connu pour avoir été réalisé en cent deux jours par l'architecte Léonce Hainez, a été conçu dans un style mêlant l'influence de la Renaissance flamande à une composition Beaux-Arts. Hainez n'employa pour ce théâtre temporaire, pour des raisons d'économie et de rapidité d'exécution, que la brique et le béton.

#### Entre-deux-guerres
Durant la Première Guerre mondiale, Lille subit de nombreuses destructions en centre-ville, particulièrement dans les environs de la gare. Lors de la reconstruction de ce quartier, le style néo-lillois a alors été intensivement déployé, notamment lorsqu'il s'est agit de rebâtir les immeubles de gabarit haussmannien de la rue Faidherbe. L'usage de ce style a alors permis une harmonie avec la place du Théâtre. Dans l'entre-deux-guerres sont également construits en parallèle de nombreux bâtiments de style Art déco, mêlant la brique et le béton armé, qui reprennent également les caractéristiques du style néo-flamand et surtout néo-lillois. L'exemple le plus frappant de cette architecture originale et identitaire est le beffroi du nouvel hôtel de ville (1924-1932). Ce mélange se retrouve dans un grand nombre de bâtiments, qu’il s’agisse d’immeubles de bureaux, comme celui de la Voix du Nord construit en 1934 avec un pignon à gradins flamand, d’habitats collectifs, comme la cité jardin des 400 maisons de Salengro, rue du Faubourg d’Arras, édifiée en 1932, ou d’habitats individuels dans de nombreuses rues de la ville.

#### De l'après-guerre à nos jours
Lille a été relativement épargnée par les bombardements de la Seconde guerre mondiale, qui ont par exemple ravagé dans le Nord les villes de Dunkerque et de Maubeuge. Ainsi, il n'y a pas eu d'architecture de la reconstruction à Lille, aussi l'architecture d'après-guerre présente dans le centre-ville n'est-elle due qu'à la spéculation immobilière et à des opérations de réaménagement urbain. Ainsi, le quartier Saint-Sauveur, considéré comme insalubre et surpeuplé a été entièrement reconstruit à partir des années 1960, comprenant notamment l'édification de la résidence du Beffroi construite à proximité de l'hôtel de ville entre 1962 et 1965 par Jean Willerval, Pierre Rignols et André Lagarde. La destruction dans les années 1960 de l'ancien palais de justice néoclassique (construit en 1839) a permis un réveil de la conscience patrimoniale chez les lillois, le nouveau palais de justice réalisé en 1968 par Jean Willerval constitue quant à lui une œuvre remarquable d'architecture brutaliste. Il abrite par ailleurs de nombreuses tapisseries contemporaines.
Un autre projet urbains de grande envergure verra le jour avec la création du quartier Euralille pour lequel des architectes novateurs sont sollicités, comme Rem Koolhaas pour la construction du Grand Palais, Jean Nouvel pour le centre commercial Euralille ou Christian de Portzamparc pour la tour du Crédit Lyonnais.

## Les principaux édifices civils

### Antérieurs à la conquête française
- Les vestiges du palais Rihour, construit entre 1453 et 1473 par Philippe le Bon et son fils Charles le Téméraire. En majeure partie détruit par un incendie le 23 avril 1916.
- L’hospice Gantois (1460)
- L'hôtel de Beaurepaire (renaissance) daté de 1572 4 rue Saint-Étienne (derrière le Restaurant Le Compostelle)
- La maison du 63-65 rue de la Barre datée de 1595
- L'Hôtel du Lombard (1626)
- La Maison de Gilles de la Boë (1636)
- La Vieille Bourse, construite lors de la période espagnole (1652)
- Le Mont de piété de Lille (XVIIe siècle); situé rue des Tours, il abrite actuellement un hôtel.

Ainsi que de très nombreuses maisons de style Lillois du XVIIe siècle et XVIIIe siècle ou se mêlent racines flamandes et influences françaises.

### De la conquête française à la révolution
- Les façades du quartier du Vieux-Lille
- De nombreux hôtels particuliers parmi lesquels :
  - L'hôtel Scrive (élevé rue du Lombard au début du XVIIIe siècle, il a été remanié de nombreuses fois jusqu'à la Belle Époque), siège depuis 1979 de la Direction Régionale des Affaires Culturelles du Nord - Pas-de-Calais.
  - L'hôtel de Wambrechies élevé vers 1685 et agrandi à la fin du XVIIIe siècle et au début du XVIIe.
  - L'hôtel d'Ailly d'Aigremont (1702 - 1703) aujourd'hui résidence du général commandant la Force d'Action terrestre du territoire national.
  - L'hôtel d'Avelin rue Saint-Jacques
  - L'hôtel Vrau et les Salons lillois du Pont Neuf (début du XVIIIe siècle)
- Le Théâtre du Nord (1717)
- L'ancien hôpital général de Lille (1738 - 1743), qui accueille depuis 1996 l'IAE de Lille.

### De la révolution à la Première Guerre mondiale

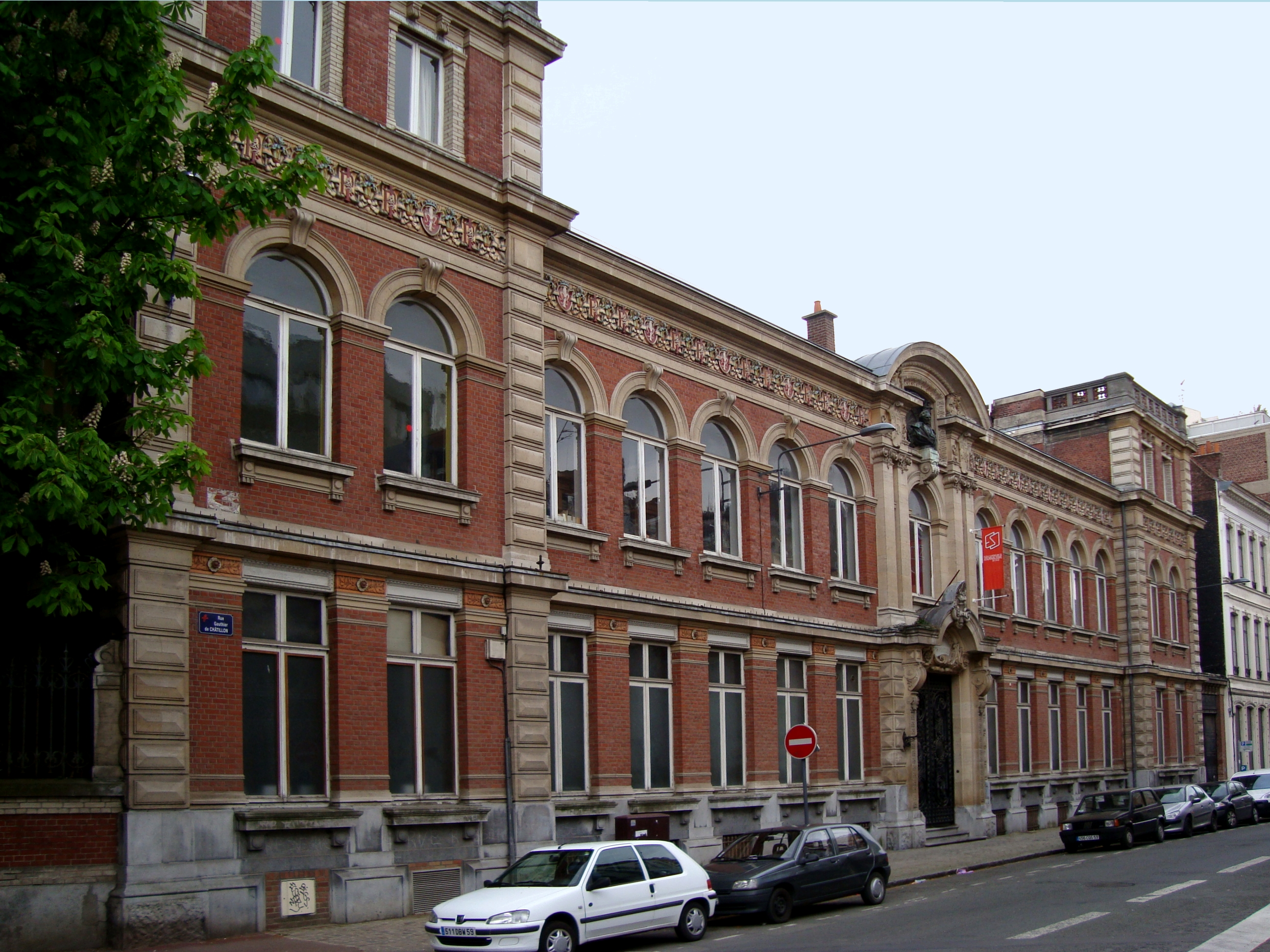
Les locaux de l'École supérieure de journalisme de Lille, installée dans le bâtiment de l'ancien Institut de physique de Lille.

- Le lycée de Lille (1845-1852)  et la faculté des sciences (1854), rue des Arts (détruits en 1965).
- La Cité philanthropique (1859-1862)
- La Préfecture de Lille (1865)
- La gare de Lille-Flandres (1869-1892)
- L'Institut industriel du Nord (1873-1875), rue Jeanne-d'Arc
- L'Université catholique de Lille (1875 - 1877)
- La faculté de médecine et de pharmacie (1876-1892), à l’angle de la rue Jean-Bart et de la rue de Valmy, face à la place Philippe Lebon
- L'Institut de physique (1877-1894), rue Gauthier de Châtillon
- Le palais Rameau (1878 - 1881)
- Le palais des beaux-arts, architecture Belle Époque (construction de 1885-1892, fin de la rénovation en 1997), deuxième plus grand musée de France après le Louvre.
- L'Institut de chimie (1894)
- L'Institut de sciences naturelles (1895), Rue Malus
- La Faculté de lettres (1895)
- La faculté de droit (1895), rue Angellier
- La Bibliothèque universitaire (1895)
- La Maison Coilliot (1898), de style Art nouveau, construite par Hector Guimard.
- Le théâtre Sébastopol (1903)
- La Chambre de commerce et d’industrie, sise place du Théâtre, dont le beffroi de 70 m carillonne l’air du p’tit quinquin. (1910-1921 par Louis Marie Cordonnier)
- L’opéra, théâtre « à l’italienne », sis place du Théâtre, bâtiment néo-classique (1907-1923 par Louis Marie Cordonnier)
- Le temple maçonnique rue Thiers (1910-1914)
- D'anciennes filatures ou bâtiments industriels, souvent d'architecture néo-gothique en briques, réhabilités. En particulier :
  - "La filature", dans le quartier de Moulins, dans une partie des  bâtiments de l'ancienne filature de lin Le Blan, construite en 1900, réhabilités entre 1976 et 1980 d'abord en bureaux et espaces commerciaux puis église Saint-Vincent-de-Paul, médiathèque, théâtre et logements sociaux.
  - La Faculté des Sciences Juridiques, Politiques et Sociales de Lille II logée dans une autre partie des bâtiments de l'ancienne filature Le Blan depuis 1995.
  - La malterie, ancienne brasserie du XIXe siècle dans le quartier de Wazemmes, à présent lieu d'accueil d'artistes.
  - EuraTechnologies, technopole en cours d'aménagement dans l'ancienne usine textile Le Blan - Lafont du quartier des Bois-Blancs.
  - Les « Maisons Folies », issues de la manifestation culturelle « Lille 2004 Capitale européenne de la culture ».
    - La Maison folie de Wazemmes dans le site de l'usine Leclercq (ancienne filature du XIXe siècle fermée en 1990)
    - La Maison folie de Moulins dans le site de la Brasserie des Trois Moulins (brasserie malterie du XVIIIe siècle)

### Postérieurs à la Première Guerre mondiale
- L’hôtel de ville (construction de 1924 à 1932 par Émile Dubuisson) et son beffroi de 106 m de hauteur (construction de 1927 à 1932). Le beffroi fait partie des 23 beffrois du Nord-Pas-de-Calais et de la Somme qui ont été classés au Patrimoine mondial de l'UNESCO en juillet 2005
- Le Palais de Justice (1968)
- Euralille

## Patrimoine religieux

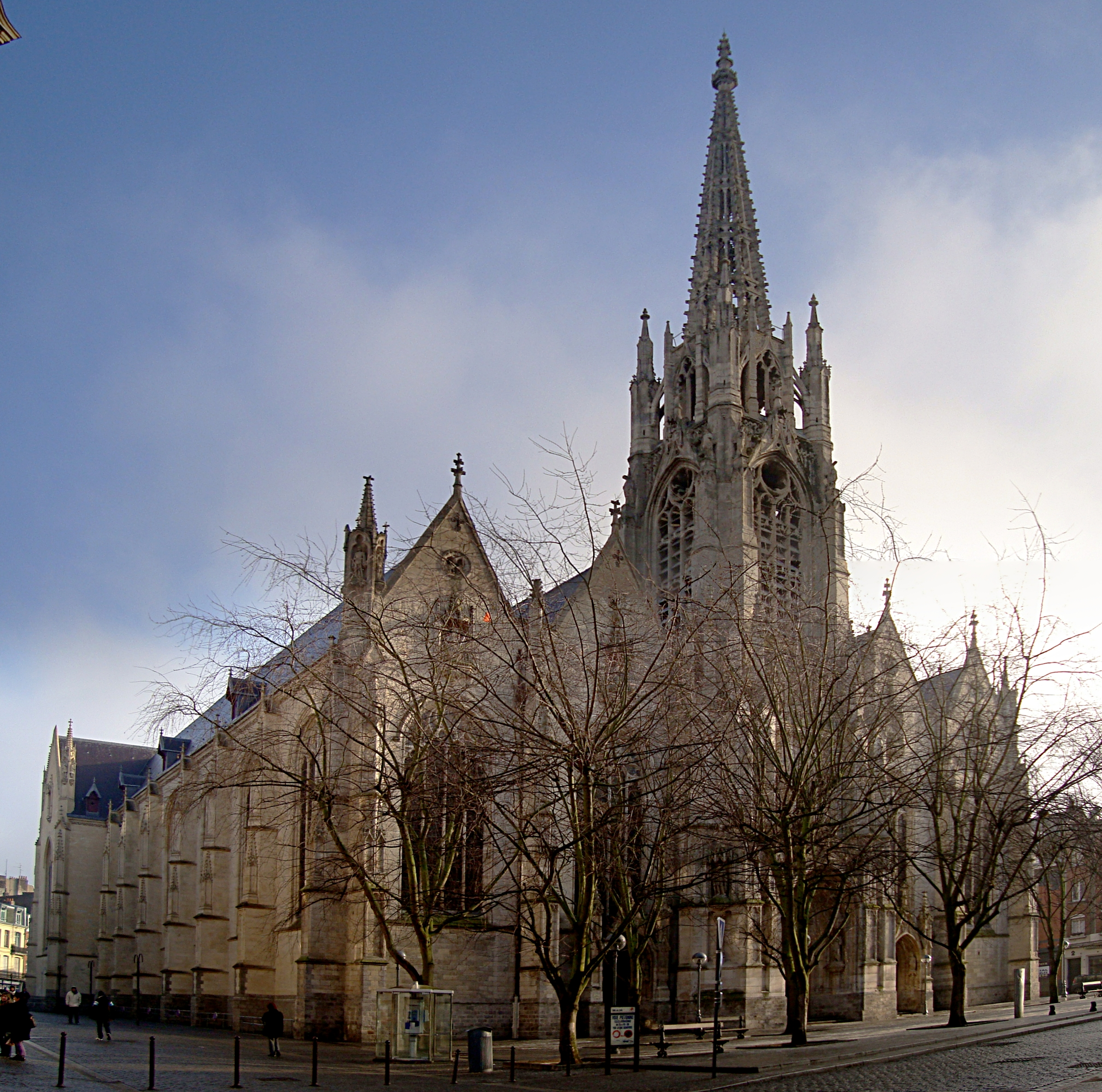
L'église Saint-Maurice.

Contrairement au patrimoine civil, il subsiste quelques rares édifices religieux médiévaux, malgré de nombreuses et inévitables pertes. La collégiale Saint-Pierre, qui a été la grande église de Lille pendant plus de sept siècles, a été complètement détruite en 1794 à la suite des dommages causés par le siège autrichien de 1792. Il n’en reste plus aujourd’hui que les vestiges d’une crypte enfouie sous le palais de justice. Ainsi, le plus ancien sanctuaire lillois est une modeste chapelle, la chapelle Notre-Dame-de-Réconciliation, érigée au XIIIe siècle.
Des six autres églises que comptait Lille à la fin du XIIIe siècle, reste toutefois le nom, adopté par de nouveaux édifices au fil des reconstructions successives.
Le plus ancien est sans doute l’église Saint-Maurice, Hallekerke, typique de l'architecture religieuse flamande, de style gothique et néo-gothique à cinq vaisseaux. Située dans le Centre, les premiers éléments de sa construction remontent au début du XIVe siècle, mais elle a été profondément remaniée au XVIIe siècle puis au XIXe siècle. Fait remarquable, elle combine la structure d’une église-halle avec un déambulatoire. Elle présente de beaux vitraux du XIXe siècle et renferme de nombreux tableaux des XVIIe siècle et XVIIIe siècle.
Vient ensuite l’église Sainte-Catherine, église-halle de style gothique flamboyant à trois vaisseaux dont la nef centrale est précédée d'une tour carrée. Située dans le Vieux-Lille, elle a été érigée à la fin du XVe siècle. Plusieurs fois réaménagée, son mobilier date pour l’essentiel du XIXe siècle à l’exception de quelques tableaux.

### XVIIesiècleetXVIIIesiècle

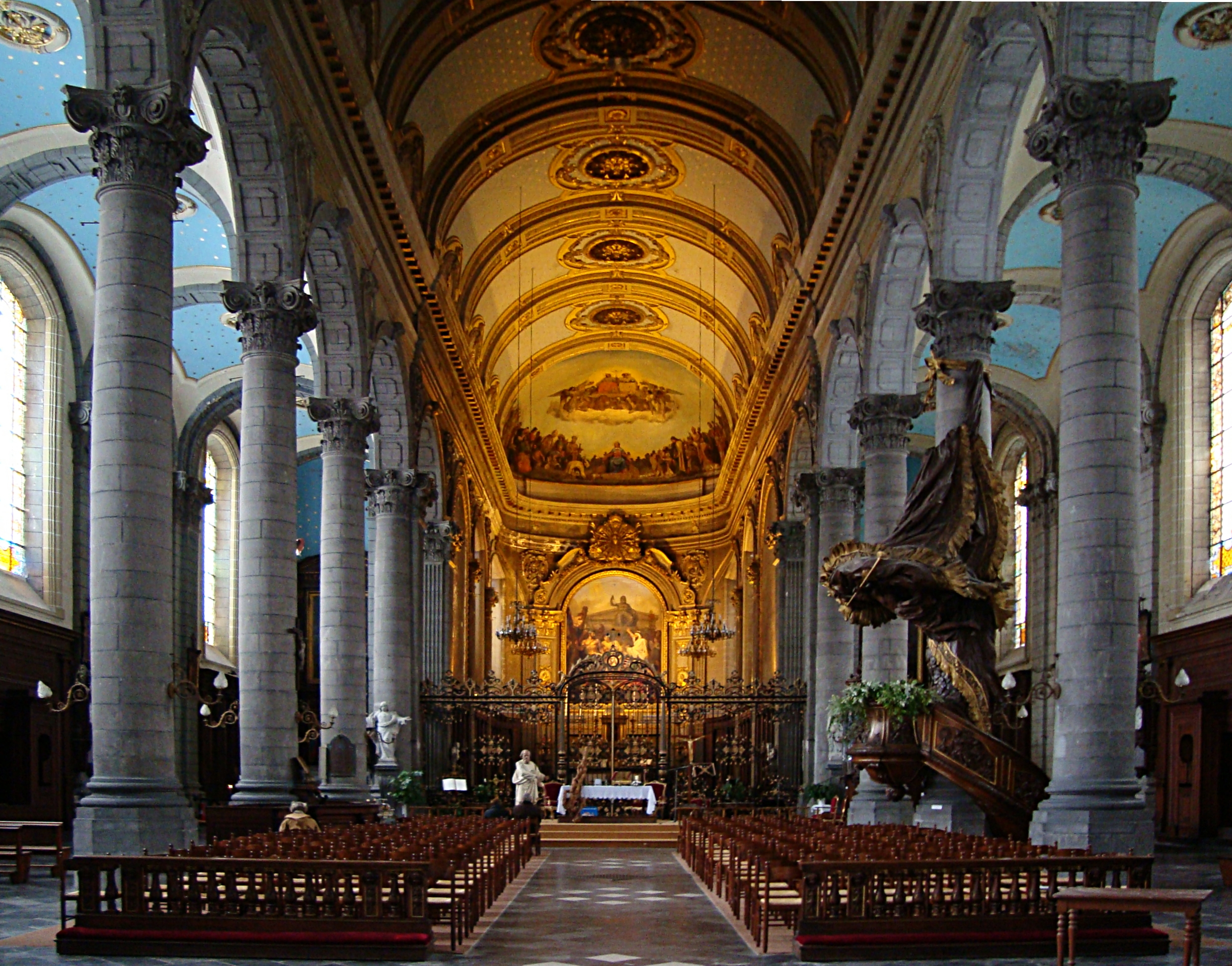
La nef de l'église Saint-André.

À la différence des deux précédentes, l’église Saint-André n’est pas une reconstruction en lieu et place du sanctuaire d’origine. Initialement chapelle des Carmes Déchaussés, elle a été rebaptisée de son nom lorsqu’il a été détruit à la suite des dommages causés par le siège de 1708. L’actuelle église Saint-André, de style baroque, a pour l’essentiel été construite au cours du XVIIIe siècle sur les plans de l’architecte Thomas-Joseph Gombert. Plus d’un siècle plus tard, sa tour-clocher a été rajoutée par l'architecte Louis Marie Cordonnier. Elle renferme plusieurs tableaux des XVIIe siècle et XVIIIe siècle et surtout une magnifique chaire à prêcher en bois de chêne taillé du XVIIIe siècle.
L’histoire de l’église Saint-Étienne est similaire à celle de l’église Saint-André. Initialement chapelle du collège des Jésuites, elle ne prend son nom actuel qu’en 1796 après la destruction de l’église d’origine lors du siège autrichien de 1792. Elle-même détruite en 1740 par un incendie, elle est reconstruite à partir de 1743. De style baroque également, c’est l’une des plus grandes églises jésuites de France. Elle renferme une remarquable chaire en bois sculpté de François Rude et plusieurs tableaux des XVIIe siècle au XIXe siècle.

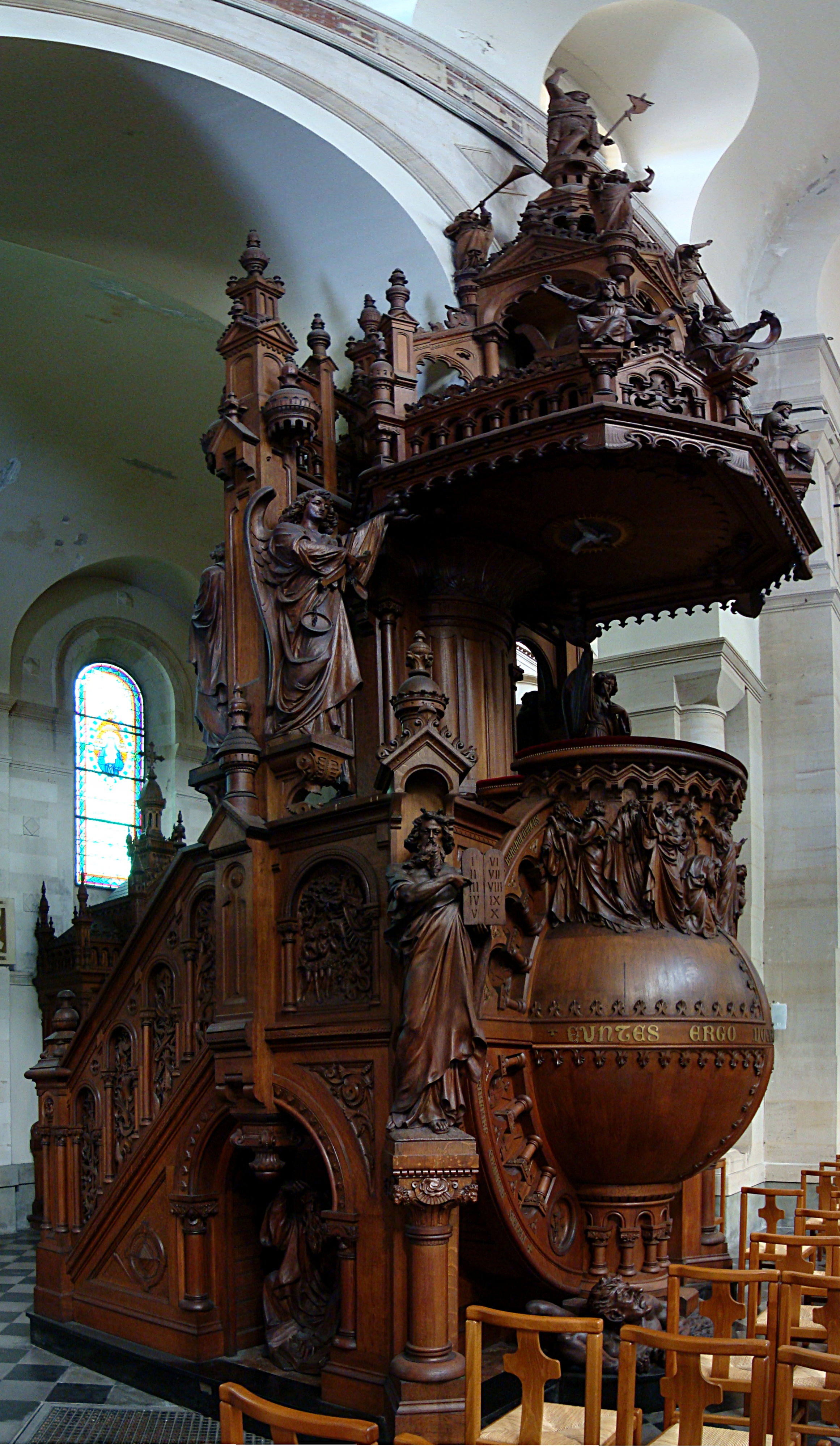
La chaire de l'église Saint-Sauveur.

### XIXesiècle
L’église Saint-Sauveur est plus récente, l’édifice d’origine ayant été détruit par un incendie en 1896. De style éclectique néobyzantin, elle répond à une curieuse structure : la croisée du transept est couverte par une coupole, un cul-de-four recouvre le chœur et le clocher se trouve à l'arrière du chevet. Elle recèle par ailleurs un exceptionnel mobilier en chêne, dont une chaire monumentale particulièrement travaillée.
Enfin, l’église Sainte-Marie-Madeleine est désaffectée au culte depuis 1989 et a été transformée en lieu d'expositions. Elle avait été construite à la fin du XVIIe siècle pour remplacer l’édifice d’origine détruit lors de l’édification de nouvelles fortifications par Vauban. Surmontée d’un dôme, elle présente un mélange curieux de styles, Renaissance flamande pour la décoration du chœur, Grèce antique pour l'élévation de la coupole, ordres dorique et ionique pour ses colonnes et style baroque pour les ailes de la façade.

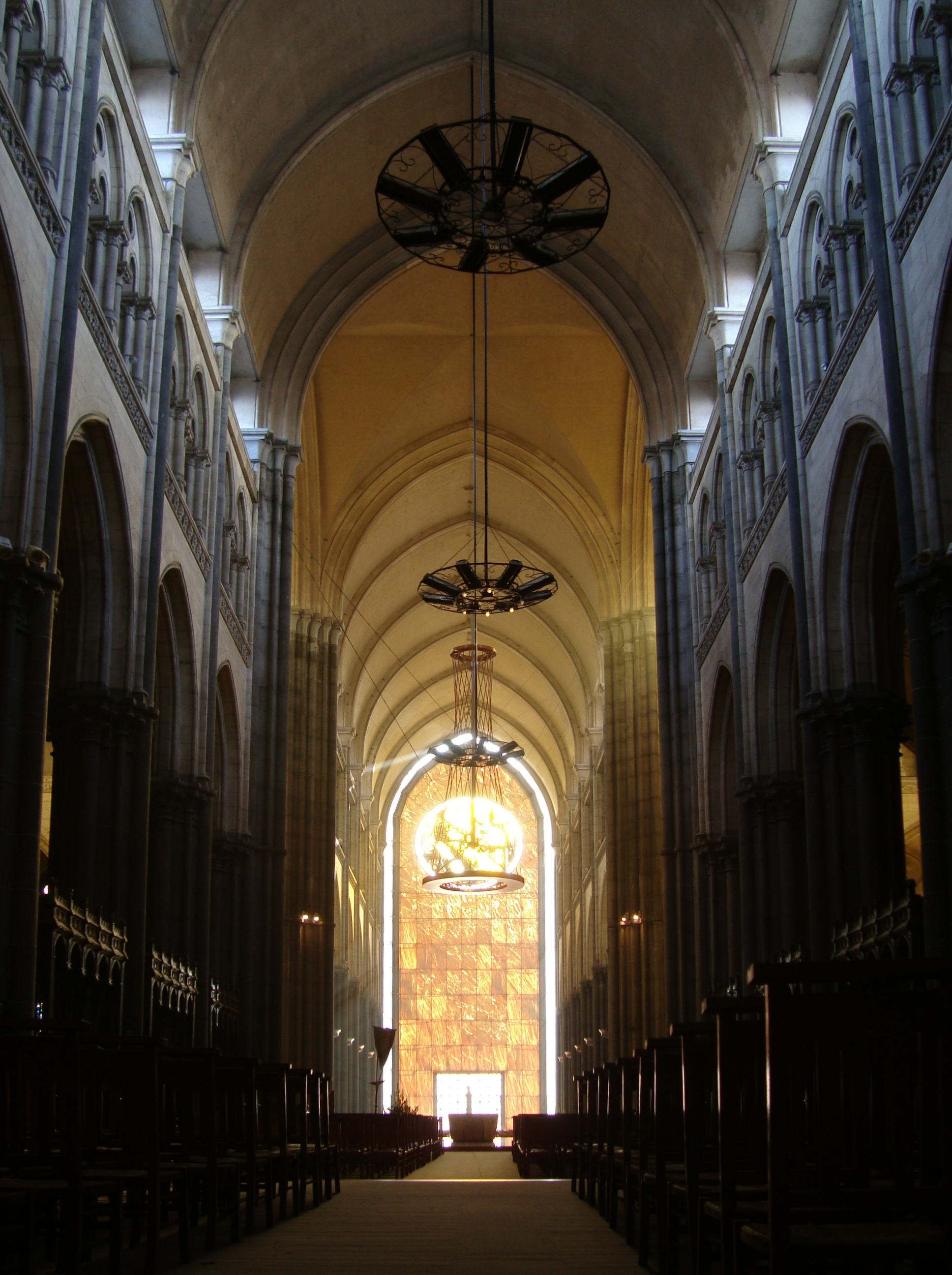
La nef de la cathédrale.

Toutes les autres églises de Lille sont d’origine récente, à commencer par la cathédrale Notre-Dame-de-la-Treille, dont la construction débute en 1854 pour s’achever en 1999, près de 150 ans plus tard. Elle doit son existence à la volonté de la bourgeoisie industrielle lilloise d'ériger une somptueuse église dans le style gothique du XIIIe siècle, inspiré de Viollet-le-Duc, afin de susciter la création d'un évêché à Lille et son nom à une statue de la Vierge du dernier quart du XIIe siècle vénérée depuis le XIIIe siècle pour les miracles qui lui sont attribués. Mais le projet connaîtra de nombreuses péripéties de sorte qu’après un siècle de travaux, le projet est loin d'être achevé et doit être révisé. Finalement, ce n’est qu’en 1991 que la décision de terminer la façade est prise par l’association diocésaine de Lille. Elle retient un projet de style résolument moderne, composé d’une ogive de 30 mètres de haut tapissée de 110 plaques de marbre translucide que soutient une structure métallique. Il en résulte un édifice composite, pour partie temple néogothique à la gloire de l’industrie, pour partie hymne à la technologie moderne. Les nombreuses mosaïques sont à cet égard particulièrement remarquables. Par ailleurs, la cathédrale héberge depuis 2008 le Grand Orgue du studio 104 de la Maison de la Radio, qui compte parmi les plus grandes orgues de France. Dotée d’une crypte de 2 500 m2, elle accueille également le centre d'art sacré contemporain qui présente des œuvres sur le thème de la Passion.

### Hospices
Les hospices font également partie du patrimoine religieux lillois. Marques de l'attention charitable très tôt portée aux pauvres, ce sont eux qui témoignent du passé médiéval de la ville.

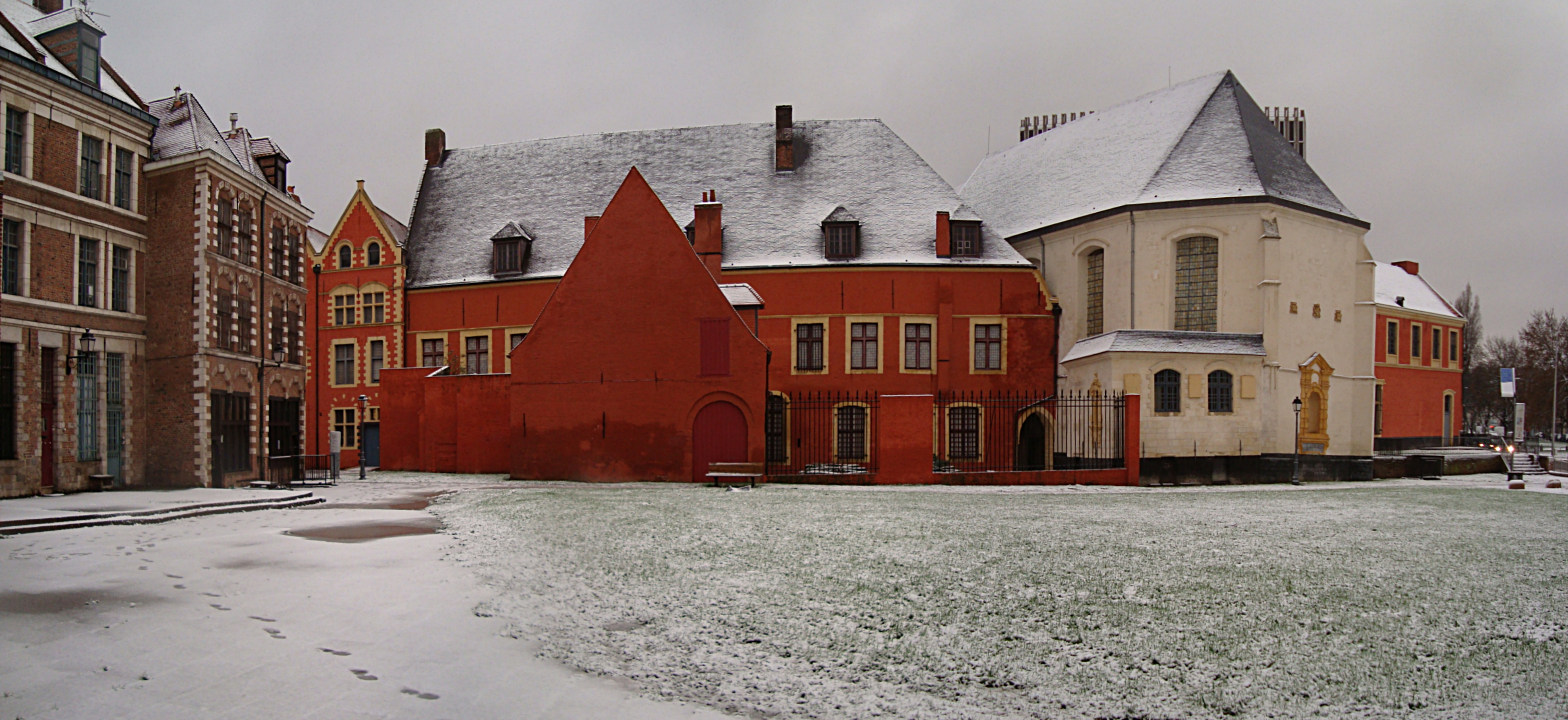
L'Hospice Comtesse.

Le plus connu, l'Hospice Comtesse, a été fondé en 1236 par Jeanne de Constantinople, comtesse de Flandre. Plusieurs fois la proie des flammes, il reste peu de chose de la construction d'origine. La salle des malades, du XVe siècle, est la partie la plus ancienne, la chapelle ayant été reconstruite au XVIIe siècle et les bâtiments conventuels au XVIIIe siècle. La salle des malades, vaste salle oblongue en pierre de Lezennes couverte d'un berceau lambrissé, s'achève par la chapelle dont le plafond à caisson est décoré d'armoiries. Dans le bâtiment conventuel, on peut encore visiter la cuisine, dont les murs sont couverts de carreaux de faïence lilloise, et son arrière-cuisine, la salle à manger, les appartements de la prieure.
Un autre hospice, l'hospice Gantois, fondé en 1462 par Jean de la Cambe, riche bourgeois lillois, peut également être visité. En activité jusqu'en 1995, pendant plus de 500 ans sans interruption, il comprend notamment une chapelle, une salle des malades et des bâtiments de service organisés autour de quatre cours plantées de jardinets. Repris en 2001 par une société d'investissement, il a été reconverti en hôtel de luxe et a rouvert ses portes en 2003 au terme d'une remarquable restauration menée sous les auspices des Bâtiments de France.
Mais les nombreux couvents qu'abritait la ville ont pour la plupart disparu. L'un des plus imposants d'entre eux, le couvent des Minimes, situé quai de Wault, a lui aussi été reconverti en hôtel de luxe au début des années 1990. C'est finalement une construction des années 1960, le couvent des dominicains bâti sur les plans de l'architecte Pierre Pinsard dans le quartier Saint-Maurice Pellevoisin, premier couvent classé « Patrimoine du XXe siècle », qui incarne l'architecture conventuelle lilloise aujourd'hui.
Il reste deux refuges d'abbaye à Lille, le refuge de l'abbaye de Loos près de la cathédrale et le refuge de l'abbaye de Marquette rue de Paris.

## Les principaux édifices religieux
Les principaux édifices religieux de la ville peuvent être répartis par quartier.
- Vieux-Lille
  - La cathédrale Notre-Dame-de-la-Treille, parvis de la Treille, (début de la construction 1854, achevée en 1999).
  - La crypte de la collégiale Saint-Pierre de Lille, rue du Palais de Justice (Construite en 1066).
  - L’hospice Comtesse, rue des Monnaies (Fondé en 1237, bâtiments du XVe au XVIIIe siècle)
  - L’église Saint-André, rue Princesse (Construite entre le XVIIIe et le XIXe siècle).
  - L’église Sainte-Catherine, rue Sainte-Catherine de style église-halle à trois nefs d’égale hauteur (Construite entre le XVe et le XVIe siècle).
  - L’église Sainte-Marie-Madeleine, rue du Pont-Neuf (Construite au XVIIe siècle), désaffectée au culte.
  - L’église Sainte-Marie-Madeleine (ancienne chapelle des Carmes), rue Gand (Construite au XVIIe siècle).
  - Le couvent des Minimes, quai du Wault.
- Lille-Centre
  - L’église Saint-Maurice, parvis Saint-Maurice, de style église-halle à cinq nefs d’égale hauteur (Construite entre le XIVe et le XVIIIe siècle. Classée aux monuments historiques en 1840).
  - L’église Saint-Étienne, rue de l'Hôpital Militaire (Construite au XVIIIe siècle).
  - L’église Saint-Michel, parvis Saint-Michel (Construite au XIXe siècle).
  - L’église Saint-Sauveur, rue Saint-Sauveur (Construite à la fin du XIXe siècle).
  - L’église du Sacré-Cœur, rue Solférino.
  - Le temple de l'église réformée de France, place du Temple.
  - La synagogue, rue Auguste Angellier.
- Vauban Esquermes
  - L'église Saint-Martin d'Esquermes, place Genevières.
  - L'église Notre-Dame-de-Consolation, rue Colbert.
  - La chapelle Notre-Dame-de-Réconciliation, rue de Canteleu (Construite au XIIIe siècle).
- Wazemmes
  - L'église Saint-Pierre-Saint-Paul, rue Saint-Pierre-Saint-Paul.
  - L'église Saint-Benoit-Joseph-Labre, rue des Postes.

- Lille-Moulins
  - L'église Saint-Vincent-de-Paul, rue de Mulhouse.
- Lille-Sud
  - L'église du Cœur-Immaculé-de-Marie, rue des Œillets.
  - L'église Saint-Philibert, rue Berthelot.
  - La grande Mosquée, rue Marquillies.
- Faubourg de Béthune
  - L'église Notre-Dame-des-Victoires, rue du Mal Assis.
- Bois-Blancs
  - L'église Saint-Charles, rue des Bois Blancs.
- Saint-Maurice Pellevoisin
  - L'église Saint-Maurice-des-Champs, rue du faubourg de Roubaix.
  - L'église Notre-Dame-de-Pellevoisin, parvis Notre-Dame-de-Pellevoisin.
  - La chapelle Notre-Dame-du-Rosaire, avenue Saint-Maur.
  - Le Couvent Saint-Thomas-d’Aquin, avenue Salomon. souvent simplement appelé couvent des dominicains,
  - La Mosquée El Forkane, rue du faubourg de Roubaix, mosquée depuis 1972.
- Fives
  - L'église Notre-Dame-de-Fives, place du Prieuré.
  - L'église Saint-Louis, rue de l'Église Saint-Louis.
  - L'église Saint-Sacrement, rue Decarnin.
  - La chapelle d'Elocquès, rue de Lannoy.

- Hellemmes
  - L'église Notre-Dame-de-Lourdes, rue des Écoles.
  - L'église Saint-Denis, rue Faidherbe.
- Lomme
  - L'église Notre-Dame-de-la-Visitation, place Leclerc.
  - L'église Notre-Dame-de-Lourdes, rue de l'Église.
  - L'église Sacré-Cœur, avenue du Mont A camp.
  - L'église Saint-Christophe, rue Élie Petitprez.
  - Chapelle de la maladrerie, avenue de Dunkerque (XVe siècle).

## Patrimoine militaire

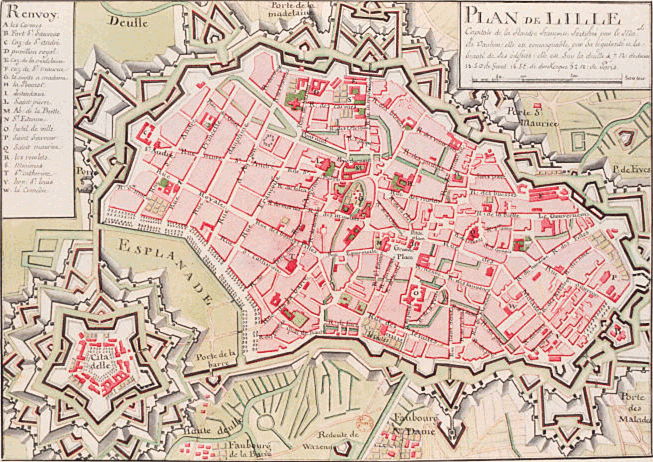
Plan de Lille fortifiée au début du XVIIIe siècle.

La citadelle de Lille est le principal ouvrage militaire de la ville. Surnommée la « Reine des citadelles », c'est la première des citadelles conçues par Vauban, nommé gouverneur de la citadelle en 1668 puis de Lille en 1684, où il passa la plus grande partie de sa vie. Sa construction, sous la direction du maître maçon Simon Vollant, débute en 1668 pour s'achever en 1671. Édifiée sur des terrains marécageux en bordure de la Deûle, elle se présente sous la forme d’un pentagone régulier avec cinq bastions royaux disposés aux angles. Elle est entourée d'une défense échelonnée composée de fossés, de tenailles, de demi-lunes, de chemins couverts, de glacis et de terrains en pente et à découvert afin de rendre l'approche de l'ennemi plus délicate. À l'intérieur, les bâtiments s'organisent autour de la place d'armes et comprennent des logements destinés aux soldats, à l’état-major et au gouverneur, des poudrières, des prisons, un arsenal, une chapelle, des magasins pour les vivres, un barbier, une boulangerie et un moulin. Constamment militarisée depuis sa construction, elle est dans un état de conservation exceptionnel.

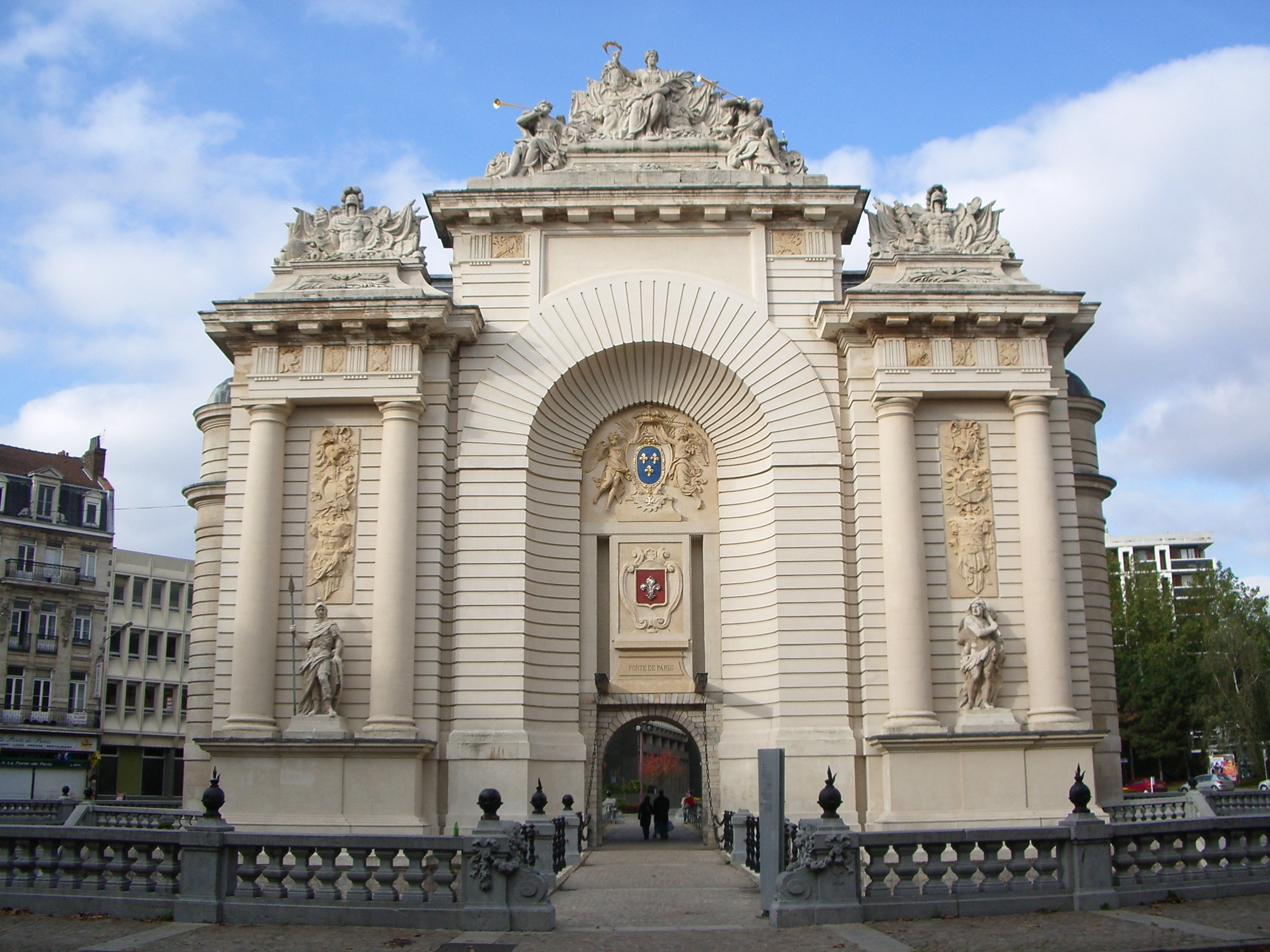
La porte de Paris.

La citadelle s'inscrit dans un système complexe de défense qui entourait la ville. Des remparts qui la ceinturaient du Moyen Âge jusqu'au début du XXe siècle subsistent :
- la Noble Tour, qui abrite aujourd'hui le mémorial de la déportation, dernière trace des 65 tours médiévales qui entouraient la ville (début XVe siècle) ;
- la porte de Gand et la porte de Roubaix, vestiges de l’ancienne enceinte espagnole édifiée à partir de 1621 (début XVIIe siècle) ;
- la porte de Paris, construite en l'honneur de Louis XIV après la conquête de la ville (fin du XVIIe siècle) ;
- des pans de fortifications noyés dans la verdure à l'extrémité de l'avenue du Peuple belge ;
- la porte de Dunkerque, édifiée à la suite du dernier agrandissement de la ville fortifiée de 1858 (seconde moitié du XIXe siècle).

De nombreux édifices militaires subsistent par ailleurs, dont les plus remarquables ont été reconvertis. C'est le cas notamment de l'ancien corps de garde de la garnison de la ville qui abrite désormais le théâtre du Nord, de la caserne Souham, dont une partie des bâtiments d'origine est aujourd'hui occupée par le CNRS, de l'ancien « magasin au bled des châtellenies de Lille, Douai et Orchies », affecté à l'Armée au début du XIXe siècle et reconverti en logements d'habitation au début des années 2000 ou encore de l'hôpital militaire, abandonné par l’Armée en 1998 et racheté en 1999 par le Ministère de l’Intérieur en vue d’y installer les annexes de la Préfecture du Nord.

## Les principaux édifices militaires

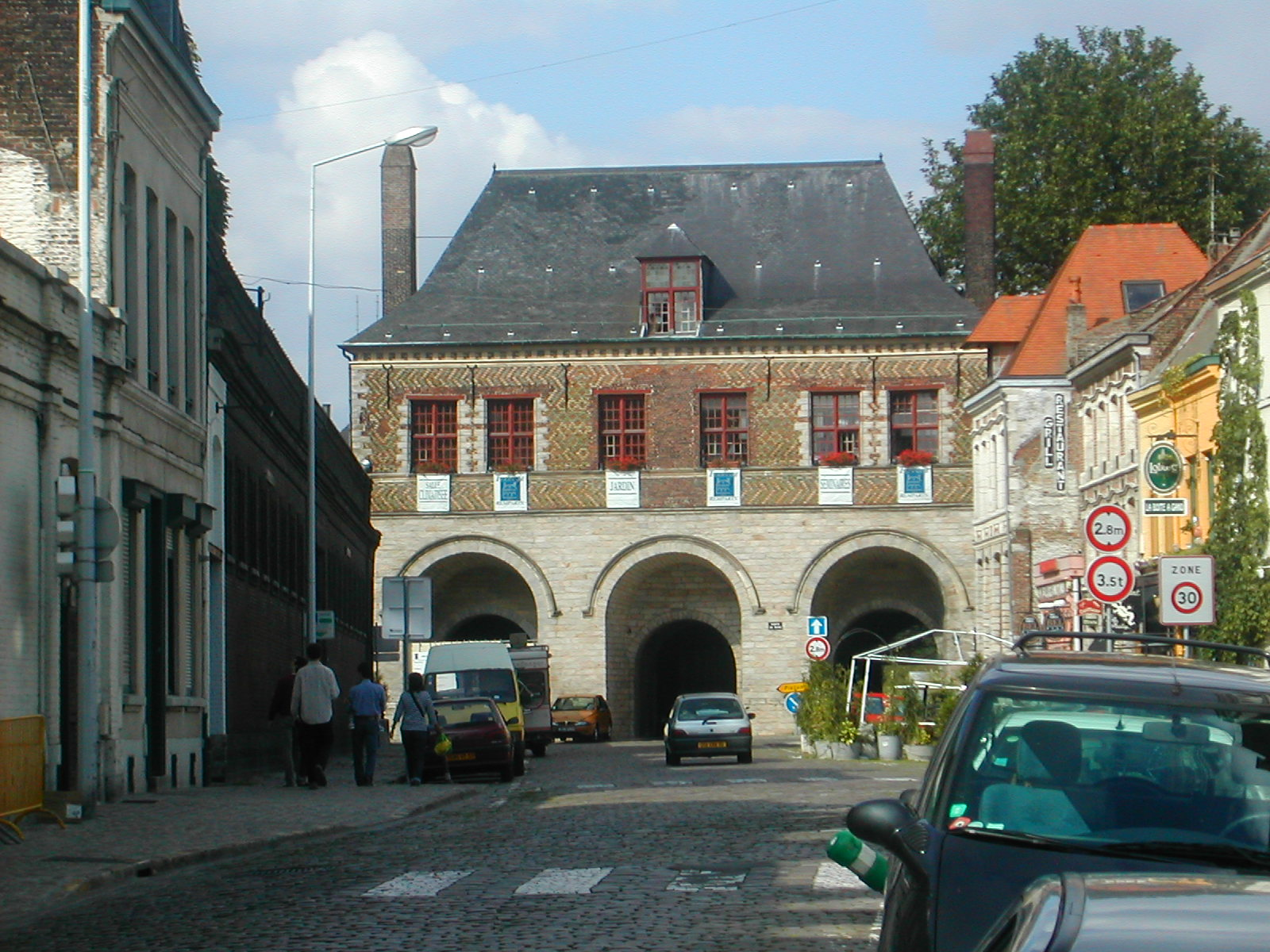
La porte de Gand.

- La Noble Tour (1402-1422), renommée en 1975 « mémorial départemental de la Résistance et de la Déportation »
- La citadelle, qualifiée par Vauban de « reine de Citadelles »
- Le Théâtre du Nord, ancienne garnison édifiée sous le règne de Louis XIV
- La porte de Paris édifiée à la gloire de Louis XIV (1685-1692)
- La porte de Gand (XVIIe siècle)
- La porte de Roubaix (XVIIe siècle)
- La porte de Dunkerque (1858)

## Patrimoine industriel
C’est à partir du XIXe siècle que se développe l’architecture industrielle dans les nouveaux espaces investis par la ville après l'absorption des communes limitrophes. Des immenses usines qui s’étendent à cette époque, il reste quelques témoignages, pour la plupart à la suite de reconversions récentes en immeubles de bureaux, d’habitation, d’enseignement ou de loisir, en particulier dans le quartier de Moulins. Il reste également de nombreuses traces de l’habitat ouvrier, quelques courées mais aussi une dernière maison de bois du milieu du XIXe siècle dans le quartier de Wazemmes et la Cité philanthropique construite en 1860, rue Gantois, par l'architecte Émile Vandenbergh, l'un des plus prolifiques et originaux de la période.

## Patrimoine environnemental

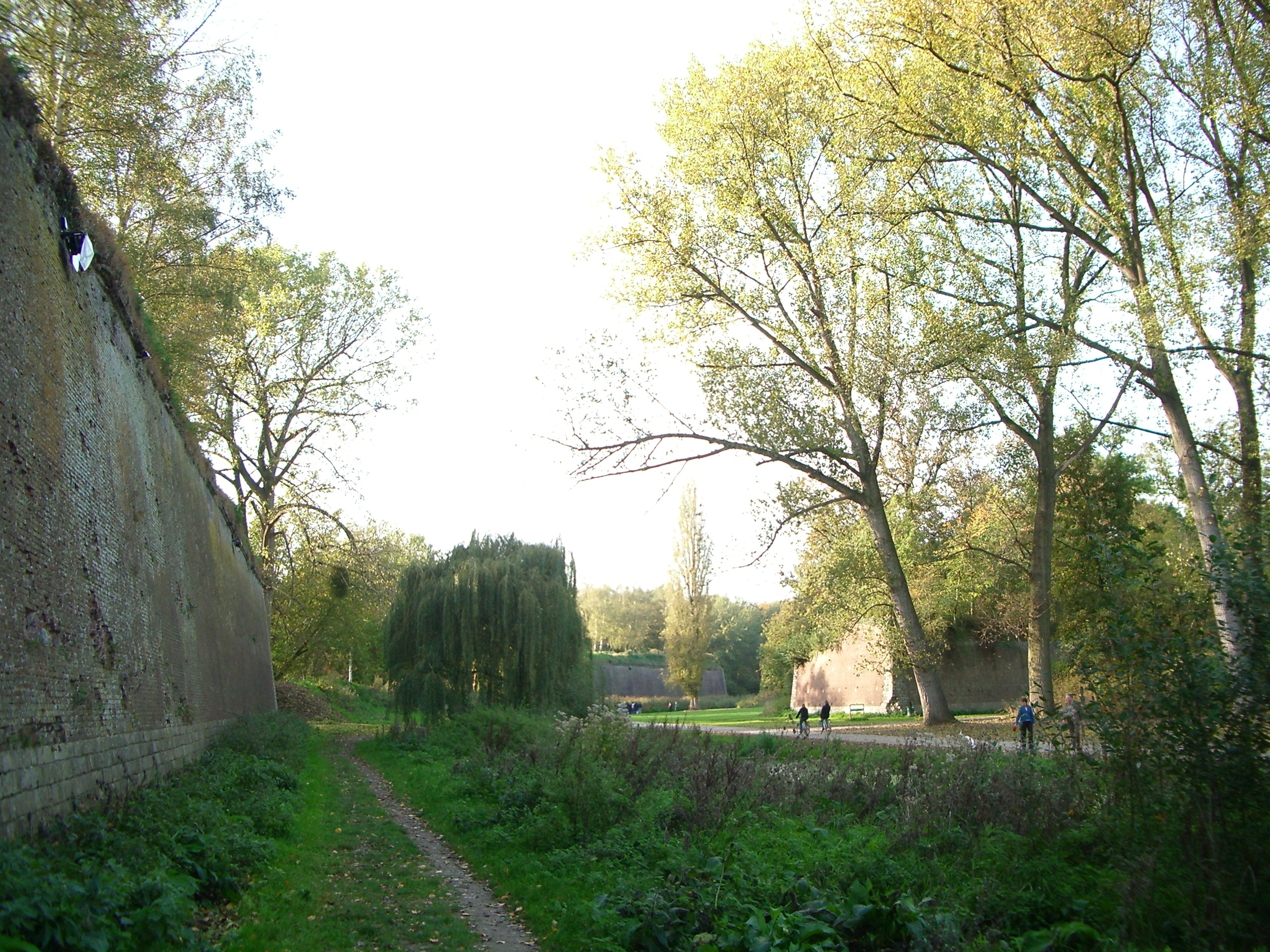
La voie des combattants dans le parc de la citadelle.

Le principal espace vert de Lille est constitué par le « Bois de Boulogne » où se trouvent la citadelle, le zoo et un parc d'attraction pour les enfants. D'une superficie de 70 hectares, il longe les berges du canal de la Haute-Deûle. Terrain militaire constitué de talus, de fossés, de glacis et de chemins couverts après la construction de la citadelle, il a été aménagé en parc de loisirs à partir de 1880. De nombreux arbres datent de cette époque, parmi lesquels certains sont remarquables, tels des noyers noirs d'Amérique, un érable de Montpellier, un pin laricio et même un séquoia géant planté en 1882. Après un sévère nettoyage de la végétation du sous-bois dans les années 1980, la gestion actuelle du parc s'emploie à restaurer la qualité écologique des milieux naturels qui abritent notamment plusieurs espèces de chauve-souris (murin de Daubenton et murin à moustaches) et d'oiseaux (martin pêcheur, épervier, pic épeichette, rousserolle effarvatte, etc.) Le zoo, dont l'accès est gratuit pour les lillois, serait le plus visité de France. Créé en 1950, il présente environ 300 animaux appartenant à plus de 70 espèces sur un espace de 3,5 hectares. Ces espaces devraient faire l'objet d'une extension de dix hectares et de nouveaux travaux d'aménagement à partir de 2010.
Situé en face du Bois de Boulogne, de l'autre côté d'un bras canalisé de la Deûle et accessible par une passerelle, le jardin Vauban a été créé en 1863 par l'architecte paysagiste Jean-Pierre Barillet-Deschamps. Jardin à l'anglaise d'une superficie de 3,5 hectares, il comprend une variété d'essences, un jardin d'arboriculture fruitière, des parterres fleuris, des allées de promenade, un plan d'eau qui accueille des canards, des poules d’eau et des cygnes et une grotte artificielle. On y trouvait également un théâtre de marionnettes.

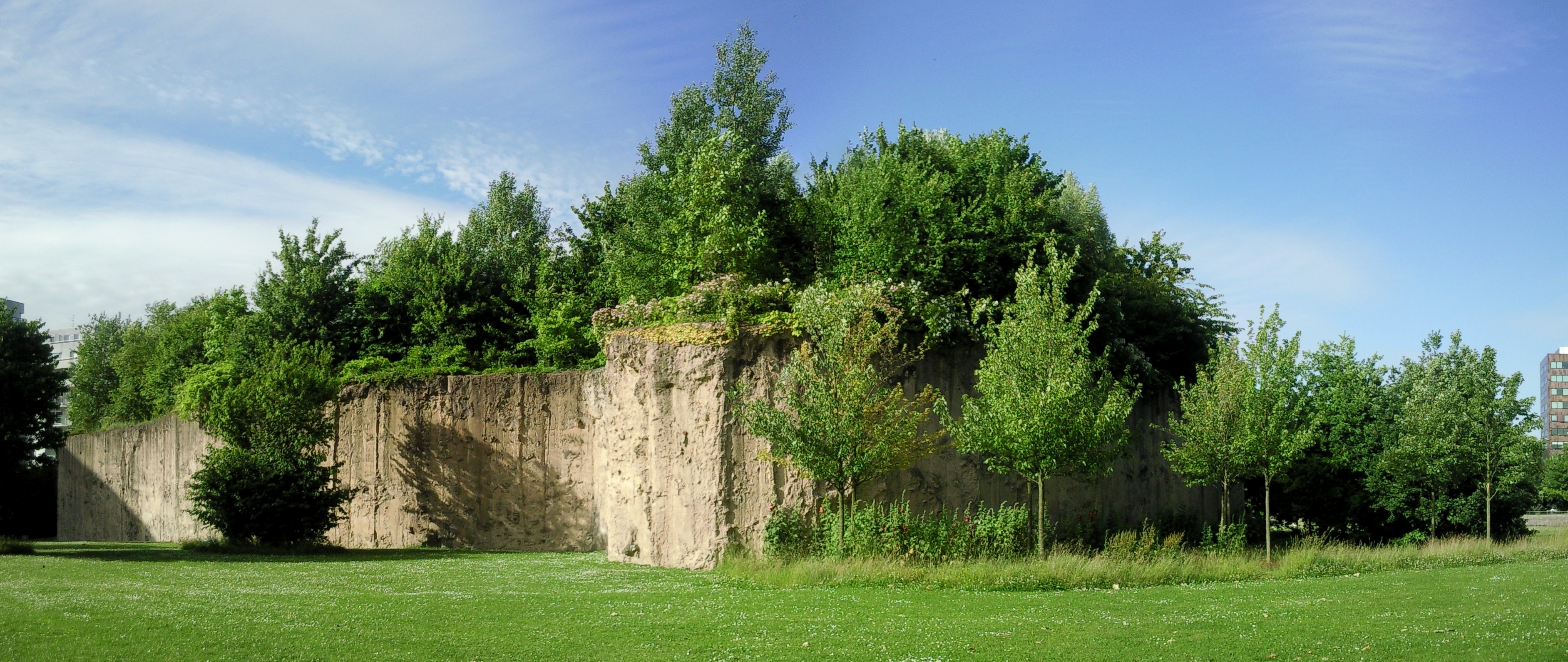
L'île Derborence dans le Parc Matisse.

Dans le quartier d'Euralille, le Parc Matisse, d'une superficie de huit hectares, a été aménagé entre 1996 et 2003. Il comporte quatre espaces distincts : une vaste pelouse, dite grande prairie du boulingrin (de l’anglais bowling green), l’île Derborence, forêt inaccessible de 2,5 hectares perchée sur un socle de sept mètres de haut planté d’essences originaires de régions de l’hémisphère nord (Japon, Amérique du Nord, Chine), le bois des transparences, planté de pyrophytes, de bruyère et de bambous, et le jardin en creux, aménagé dans les fossés des anciennes fortifications. De l'autre côté du périphérique, le parc Matisse est prolongé par le jardin des géants, jardin d'environ deux hectares composé de 45 000 végétaux qui a été inauguré en juin 2009.
À l'opposé du parc Matisse par rapport au centre commercial, de part et d'autre du périphérique, le parc des Dondaines, d'une superficie de 4,5 hectares, a été aménagé dans les années 1970 sur l'emplacement d'un ancien bidonville. Il a été restructuré dans le cadre du projet d'extension d'Eurallile, amputé d'un côté pour accueillir le casino et son hôtel de luxe et agrandi d'un autre.
Au nord, la plaine de la Poterne et la plaine Winston Churchill suivent l'ancien tracé des remparts. La première, d'une superficie de huit hectares, est occupée par des jardins familiaux et par le Jardin écologique du Vieux-Lille. La seconde, d'une superficie de six hectares, a été aménagée en 1993, lors des travaux de la ligne de TGV.
Au sud, le jardin des plantes a été créé par l'architecte Jean Dubuisson et le paysagiste Jacques Marquis sur une parcelle de près de 11 hectares à l'emplacement des anciennes fortifications. Inauguré en 1948, son tracé est inspiré des jardins à la française. Il présente en particulier une importante collection de dahlias, une roseraie disposée autour d'une grande pièce d'eau, une orangerie et une serre équatoriale conçue par l’architecte Jean-Pierre Secq en 1970. C'est aussi là que se trouvent les serres de production de la ville. Il bénéficie d'un partenariat avec le jardin botanique de la faculté de pharmacie, jardin de deux hectares créé en 1970 qui appartient au réseau « jardins botaniques de France et des pays francophones ». Il présente plus d'un millier d’espèces végétales réparties en trois zones : un arboretum, une serre tempérée et une école de botanique.

## Les principaux jardins et espaces verts
- Le jardin Vauban
- le bois de Boulogne où se trouvent la citadelle Vauban, et le zoo de Lille
- Le parc Jean-Baptiste-Lebas
- Le parc Matisse
- Le jardin des Géants (construit à la place des parkings de Lille Métropole)
- Le jardin de la porte de Gand
- La plaine Winston-Churchill
- Les jardins communautaires
- Le « jardin des plantes », situé au sud de la ville propose des plans d'eau, une roseraie et une serre équatoriale

## Statuaire
La statue la plus marquante de Lille est certainement la colonne de la Déesse qui occupe le centre de la Grand place. Érigée en 1845, elle commémore la résistance victorieuse au siège autrichien de 1792 grâce à laquelle la ville de Lille recevra la Légion d'honneur en 1900.
Près de l'entrée du parc de la citadelle de Lille se trouvent de nombreux monuments dont le monument aux fusillés lillois de la  Première Guerre mondiale, érigé en 1929 et le monument au Pigeon voyageur. Lille rend aussi hommage à ses hommes illustres : Charles de Gaulle au Jardin Vauban (sculpture d'Eugène Dodeigne), Louis Pasteur sur la place Philippe-Lebon, Faidherbe sur la place de la République ou Alexandre Desrousseaux et Le p'tit quinquin dans l'hôtel de ville et à l'entrée du square Foch.
Place de la Solidarité, anciennement place des Quatre Chemins, s'élève depuis 1989 une sculpture de Marco Slinckaert, l'anneau de Möbius, représentant une forme géométrique symbolique, symbolique qui échappe à ses habitants qui la surnomment le serpent.
De nombreuses statues lilloises érigées au XIXe siècle ont disparu pendant l'occupation allemande entre 1914 et 1918, par suite des réquisitions de métal pour l'effort de guerre.

## Autres
- Le « Furet du Nord », seconde plus grande librairie du monde (après celle de Toronto, Canada), installée depuis 1959 sur la Grand’Place.
- Verrerie de Lille fondée en 1735.
- Les Halles de Wazemmes, marché couvert construit en 1869, rénové en 1979 puis en 2002